# Chiến tranh giành độc lập Hy Lạp
Cuộc Chiến tranh giành độc lập Hy Lạp (1821–1829), cũng được biết đến với tên gọi Cuộc chiến tranh cách mạng Hy Lạp (tiếng Hy Lạp: Ελληνική Επανάσταση,  Elliniki Epanastasi; tiếng Thổ Nhĩ Kỳ: يؤنان ئسياني Yunan İsyanı), là cuộc cách mạng của nhân dân Hy Lạp nằm dưới sự cai trị của Đế quốc Ottoman, nhằm mục đích giành độc lập khỏi Thổ. Sau một cuộc đấu tranh lâu dài và đẫm máu, với sự giúp đỡ của các cường quốc Âu châu, cuối cùng Hy Lạp cũng giành được độc lập sau bản Hiệp ước Constantinopolis vào tháng 7 năm 1832. Như vậy người Hy Lạp là dân tộc đầu tiên dưới quyền cai trị của đế quốc Ottoman giành được tự do với tư cách là một vương quốc độc lập có chủ quyền. Lễ kỷ niệm ngày độc lập (25 tháng 3 năm 1821) là ngày quốc khánh ở Hy Lạp, trùng với ngày Lễ Truyền Tin cho Đức Mẹ Maria.

## Bối cảnh
Sự kiện thành Constantinopolis thất thủ vào năm 1453 rồi tiếp đó thành Trebizond (tiếng Hy Lạp: Trapezous hoặc Trapezounda) và Mystras thất thủ năm 1461 đánh dấu sự kết thúc quyền tự chủ của Hy Lạp trong gần suốt bốn thế kỷ, với Đế quốc Ottoman đặt nền thống trị lên toàn Hy Lạp, ngoại trừ các đảo Ionia và bán đảo Mani, sau khi đã chinh phục toàn bộ tàn dư của Đế quốc Byzantine trong thế kỷ 14 và 15. Mặc dù người Hy Lạp tiếp tục bảo tồn được nền văn hóa và truyền thống của mình thông qua tổ chức nhà thờ Chính thống giáo Hy Lạp, họ là một dân tộc bị nô dịch và không được hưởng ngay cả những quyền chính trị cơ bản. Tuy nhiên, tới thế kỷ 18 và 19, khi tư tưởng cách mạng quốc gia trỗi dậy trên toàn châu Âu, bao gồm cả Hy Lạp (một phần lớn là nhờ vào ảnh hưởng cuộc Cách mạng Pháp), thì quyền lực của Đế quốc Ottoman cũng bắt đầu suy tàn, và tư tưởng ái quốc Hy Lạp bén rễ, chính nghĩa của người Hy Lạp bắt đầu nhận được sự ủng hộ không chỉ từ những người Tây Âu theo chủ thuyết ái mộ Hy Lạp, mà từ cả cộng đồng thương mại Hy Lạp hải ngoại ở cả Tây Âu và Đế quốc Nga với thế lực ngày càng mạnh từ sau cuộc Chiến tranh Nga-Thổ Nhĩ Kỳ (1768–1774) và Hiệp ước Kuchuk-Kajnardji, cho phép thương thuyền Hy Lạp giương buồm dưới lá cờ Nga.

### Người Hy Lạp dưới Đế quốc Ottoman
Cuộc cách mạng Hy Lạp không phải là một sự kiện đơn lẻ: có vô vàn cuộc khởi nghĩa nhằm giành lại độc lập nhưng bị thất bại trong suốt thời gian Đế quốc Ottoman chiếm đóng Hy Lạp. Năm 1603, một cuộc khởi nghĩa nổ ra ở Morea (tức bán đảo Peloponnese) để tái lập Đế quốc Byzantine. Trong suốt thế kỷ 17 diễn ra cuộc kháng chiến lớn chống quân Thổ trên bán đảo Peloponnese và những vùng khác, như cuộc khởi nghĩa do triết gia Dionysius lãnh đạo năm 1600 và 1611 tại Epirus. Ách thống trị của Đế quốc Ottoman trên Morea bị gián đoạn, và vùng bán đảo này nằm dưới sự cai quản của Cộng hòa Venezia trong vòng 30 năm trong khoảng giữa những năm 1680 cho tới khi bị tái chinh phục năm 1714-1715; vùng đất này tiếp tục bị bất ổn từ khi đó, vì trong suốt thế kỷ 17 những toán lục lâm - chiến binh tự do klepht mọc ra khắp nơi. Cuộc khởi nghĩa lớn nhất là cuộc khởi nghĩa Orlov (Orlov là tên viên sĩ quan Nga) do người Nga khuyến khích trong những năm 1770, nhưng bị quân Thổ đàn áp nặng nề. Bán đảo Mani ở phía nam Peloponnese kháng cự lại ách thống trị Thổ không ngừng nghỉ, trên thực tế giành được tự trị, và đánh bại liên tiếp mấy cuộc xâm lược của quân đội Thổ Nhĩ Kỳ, nổi tiếng nhất là cuộc xâm lược năm 1770.
Cùng lúc, một bộ phận nhỏ người Hy Lạp được hưởng những ưu đãi đặc biệt trong Đế quốc Ottoman như những quan chức cao cấp của bộ máy chính quyền. Người Hy Lạp kiểm soát Giáo hội Chính thống và Tòa Thương phụ Đại kết Constantinopolis. Toàn bộ các giáo sĩ cao cấp của nhà thờ Chính thống giáo đều là người Hy Lạp và như vậy, trên thực tế giáo hội Hy Lạp cai quản toàn bộ tín hữu Ki-tô giáo trong Đế quốc Ottoman. Từ thế kỷ 18 trở đi, những gia tộc Phanariot Hy Lạp (những người từ quận Phanar ở Constantinopolis được người Thổ bổ nhiệm vào những vị trí chủ chốt) đóng một vai trò ngày càng quan trọng trong bộ máy chính quyền của Đế quốc Ottoman.

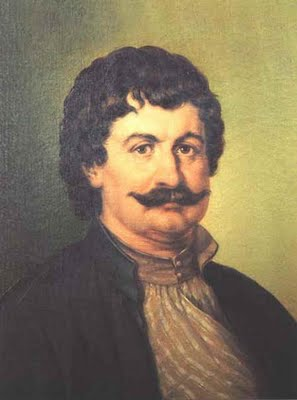
Tông đồ Rigas Feraios, người đóng vai trò quan trọng trong cuộc cách mạng

Vốn có truyền thống đi biển lâu đời, các hòn đảo ở biển Aegean, cùng với sự phát triển của tấng lớp thương mại tích lũy được số của cải cần thiết để mở trường học và thư viện, cung cấp chi phí cho các sinh viên Hy Lạp đi học ở các trường đại học lớn ở Tây Âu. Tại đây họ được tiếp xúc với các tư tưởng mới mẻ đầy táo bạo của Kỷ nguyên Ánh sáng châu Âu và cuộc Cách mạng Pháp. Những người Hy Lạp có học vấn và có ảnh hưởng của cộng đồng Hy Lạp hải ngoại, như Adamantios Korais nỗ lực truyền bá những tư tưởng đó cho người Hy Lạp, với mục đích nâng cao trình độ học vấn, đồng thời củng cố bản sắc Hy Lạp. Nhiệm vụ đó được thực hiện bằng cách phân phát sách vở, tài liệu và những giấy tờ khác được viết bằng chữ Hy Lạp, trong một quá trình được gọi là "Kỷ nguyên Ánh sáng Hy Lạp".
Tác giả và cũng là nhà trí thức có ảnh hưởng lớn Rigas Feraios là một người có công lớn trong việc định hình tư tưởng cho người Hy Lạp ở cả trong và ngoài Đế quốc Ottoman. Sinh ra ở Thessaly và đi học ở Constantinopolis, ông xuất bản tờ báo bằng tiếng Hy Lạp Ephimeris tại Viên trong thập niên 1790. Do chịu ảnh hưởng sâu sắc từ cuộc Cách mạng tư sản Pháp, ông xuất bản một loạt những ấn phẩm mang tính cách mạng và đề ra hiến pháp cộng hòa cho Hy Lạp, và sau này là các quốc gia Đại-Balkan trong vùng. Bị nhà chức trách Áo bắt giữ ở Trieste (nay thuộc Ý) năm 1797, ông bị trao cho nhà chức trách Ottoman và bị giải đến Beograd cùng với các đồng sự. Tất cả bọn họ đều bị thắt cổ chết và xác bị quẳng xuống sông Danube vào tháng 6 năm 1798. Cái chết của ông càng làm thổi bùng lên ngọn lửa ái quốc của người Hy Lạp. Bài thơ ái quốc của ông: thourios (bản chiến ca), được dịch ra một số ngôn ngữ ở tây Âu, và về sau, một số ngôn ngữ ở Balkan, là lời kêu gọi người Hy Lạp tranh đấu chống lại ách thống trị của Đế quốc Ottoman:
Tiếng Hy Lạp
Ὡς πότε παλικάρια, νὰ ζοῦμε στὰ στενά,
μονάχοι σὰ λεοντάρια, σταῖς ράχαις στὰ βουνά;
Σπηλιαῖς νὰ κατοικοῦμε, νὰ βλέπωμεν κλαδιά,
νὰ φεύγωμ᾿ ἀπ᾿ τὸν κόσμον, γιὰ τὴν πικρὴ σκλαβιά;
Νὰ χάνωμεν ἀδέλφια, πατρίδα καὶ γονεῖς,
τοὺς φίλους, τὰ παιδιά μας, κι ὅλους τοὺς συγγενεῖς;
[...]
Καλλιῶναι μίας ὥρας ἐλεύθερη ζωή,
παρὰ σαράντα χρόνοι, σκλαβιὰ καὶ φυλακή.
với những vần thơ đầy cảm xúc: "kìa những chiến sĩ can trường, chúng ta còn chịu kìm kẹp đến bao giờ nữa, như những con sư tử cô độc, trong hang đá bên rìa núi, cam chịu cảnh đọa đầy, hững hờ nhìn thế giới qua những hàng cây, mất đi cha mẹ, anh em, nước nhà... dù chỉ có một giờ tự do, còn hơn bốn mươi năm sống trong gông cùm và nô lệ".

### Chiến binh Klepht và Armatoloi

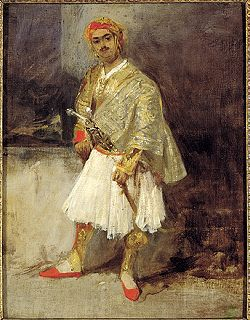
Chiến binh Armatoloi

Hạt nhân của Chiến tranh giành độc lập Hy Lạp là các chiến binh Klepht (Κλέφτες) và Armatoloi (Αρματολοί). Sau cuộc chinh phục Hy Lạp của quân Ottoman vào thế kỷ thứ 15, rất nhiều binh lính Hy Lạp sống sót, dù là quân chính quy Đông La Mã, quân địa phương, hay quân đánh thuê, buộc phải gia nhập đạo quân Janissary của người Thổ, hay phục vụ trong các đội quân của lãnh chúa Thổ địa phương, hay là phải tự xoay xở lấy. Trong hoàn cảnh ấy, rất nhiều người Hy Lạp nếu muốn bảo tồn bản sắc Hy Lạp, Chính thống giáo và sự độc lập, phải chọn cuộc sống khó khăn nhưng tự do của người lục lâm. Những toán quân lục lâm này nhanh chóng lớn mạnh do sự gia nhập của những người nông dân cùng khổ, hay những người phiêu lưu mạo hiểm, hay những người bị xã hội ruồng bỏ, và cả những phạm nhân đào thoát. Những người chọn cuộc sống lục lâm được gọi là Klepht (chiến binh tự do), trong khi những người phục vụ Đế quốc Ottoman được gọi là chiến sĩ Armatoloi, nhưng rất nhiều người luân phiên hoạt động trong cả hai nhóm này.
Người Thổ Nhĩ Kỳ càng ngày càng gặp nhiều khó khăn để phân biệt giữa các chiến binh armatoloi hay klepht; cả hai nhóm này đều có liên hệ với nhau và có chung bản sắc Hy Lạp để kết nối. Sự hợp tác này còn dựa trên lòng căm hận ách thống trị ngoại bang, và rất nhiều chiến sĩ armatoloi sẽ cầm vũ khí chống lại quân Ottoman khi cách mạng bùng nổ, trong số đó phải kể đến các thủ lĩnh Odysseas Androutsos, Georgios Karaiskakis, Athanasios Diakos và Markos Botsaris.
Những chiến sĩ armatoloi coi sự tận tụy và hy sinh là những điều cốt yếu và cao quý nhất trong chiến trận. Sự hy sinh của những thủ lĩnh như Athanasios Diakos chỉ là sự tiếp nối truyền thống hy sinh vì đại nghĩa của các chiến sĩ armatoloi như Vlachavas (Βλαχάβας) và Antonis Katsantonis (Κατσαντώνης). Trong tiệc tùng, chiến sĩ armatoloi chuẩn bị tư tưởng cho chiến trận bằng những lời chúc như kalo boli (καλό βόλι, "xạ tiễn") hoặc kalo molivi (καλό μολύβι, "xung trận giỏi"). Trong chiến cuộc, những lời chúc mang nghĩa "nếu phải chết thì nên chết vì một phát đạn xạ tiễn", và trong rất nhiều trường hợp, khi chiến sĩ armatoloi bị trọng thương nơi chiến địa, họ đòi đồng đội kết liễu mình, vì họ thà rằng chết trong tay đồng đội còn hơn là rơi vào tay quân địch.

### Chuẩn bị cho cuộc nổi dậy
Năm 1814, ba thương nhân Hy Lạp Nikolaos Skoufas, Manolis Xanthos và Athanasios Tsakalov, được khích lệ bởi tư tưởng của Feraios và dưới ảnh hưởng hội cách mạng Ý Carbonari, thành lập tổ chức bí mật Filiki Eteria (Hội hữu nghị), tại Odessa (nay thuộc Ukraina), một trung tâm quan trọng của cộng đồng thương mại Hy Lạp hải ngoại. Được sự trợ giúp của các cộng đồng Hy Lạp hải ngoại giàu có tại Anh và Mỹ và sự hỗ trợ từ những cảm tình viên ở Tây Âu, họ lên kế hoạch khởi nghĩa. Mục tiêu cơ bản của hội là hồi sinh Đế quốc Byzantine, đóng đô tại Constantinopolis, chứ không phải chỉ thiết lập một quốc gia Hy Lạp. Đầu năm 1820, John Capodistria, Bộ trưởng bộ ngoại giao Nga, vốn là người từ quần đảo Ionian được mời làm chủ tịch hội, nhưng ông từ chối, những thành viên trong hội sau đó quay sang mời Alexander Ypsilanti, một người Hy Lạp Phanariot (tầng lớp người Hy Lạp có danh vọng và địa vị) đang phục vụ trong quân đội Nga với cấp bậc tướng và là sĩ quan phụ tá cho Sa hoàng làm thủ lĩnh.
Hội phát triển nhanh chóng, thu nhập thêm thành viên từ khắp các vùng đất có người Hy Lạp sinh sống, trong đó phải kể đến những người sau này sẽ đóng vai trò trọng yếu trong cuộc chiến, như Theodoros Kolokotronis, Odysseas Androutsos và Papaflessas. Năm 1821, Đế quốc Ottoman vướng vào cuộc chiến tranh với Ba Tư, và đặc biệt là cuộc nổi dậy của thủ lĩnh Ali Pasha người gốc Albania tại Ipiros (vùng đất phía tây bắc Hy Lạp), buộc Tổng trấn Morea là Hursid Pasha và các chỉ huy Thổ khác phải rời nhiệm sở của mình để ra quân đánh dẹp. Cùng thời gian, Liên minh các cường quốc châu Âu, thành lập sau cuộc chiến tranh chống Napoléon Bonaparte, cũng mắc vào cuộc khởi nghĩa ở Ý và Tây Ban Nha. Hoàn cảnh đó được coi là hết sức thuận lợi để người Hy Lạp phất cờ khởi nghĩa. Kế hoạch ban đầu dự định tiến hành nổi dậy tại ba vùng đất: bán đảo Peloponnese (miền nam Hy Lạp, các Công quốc Danube (lãnh thổ giờ là România) và Constantinopolis. Cuộc nổi dậy có thể được xem là bắt đầu ngày 22 tháng 2 lịch Jiulius (6 tháng 3 theo lịch Gregory) năm 1821, khi Alexander Ypsilanti và một số sĩ quan Hy Lạp khác phục vụ trong quân đội Nga vượt sông Prut tiến vào Moldavia.

## Tư tưởng ái mộ Hy Lạp
Vì được kế thừa những di sản của nền văn minh Hy Lạp cổ đại, mà người Hy Lạp nhận được sự cảm thông sâu sắc trên toàn châu Âu. Rất nhiều thanh niên Mỹ giàu có và giới quý tộc Tây Âu, nổi bật là nhà thơ nổi tiếng, Huân tước George Byron cũng cầm vũ khí lên đường sang Hy Lạp chiến đấu. Rất nhiều người khác bỏ tiền của ra giúp đỡ cuộc cách mạng. Nhà sử học Scotland, và là người ái mộ Hy Lạp, Thomas Gordon cũng tham chiến trong cuộc cách mạng, ông sau này là người đầu tiên viết về lịch sử cuộc cách mạng Hy Lạp.

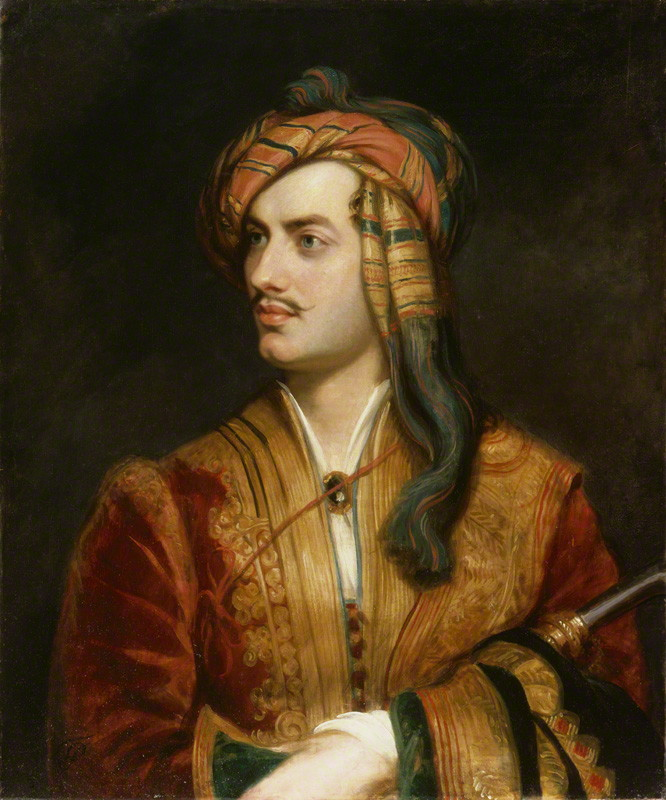
Huân tước Byron là một người ái mộ Hy Lạp, chết trong khi tham gia cuộc cách mạng Hy Lạp

Khi cách mạng bùng nổ, những cuộc đàn áp dã man của chính quyền Ottoman bị tố cáo rộng khắp, khiến quần chúng Tây Âu càng thương cảm cho chính nghĩa của người Hy Lạp, mặc dù trong một thời gian, chính phủ Anh Quốc và Pháp nghi hoặc có bàn tay người Nga đứng sau cuộc nổi loạn nhằm giành lấy Hy Lạp (thậm chí Constantinopolis) từ tay người Thổ. Người Hy Lạp không thể dựng nên một chính phủ ổn định trong các khu vực họ kiểm soát được, rồi còn nhanh chóng xung đột với nhau. Chiến tranh bất phân thắng bại giữa người Hy Lạp và người Thổ tiếp diễn cho tới năm 1825, thì sultan Mahmud II gọi viện quân từ Ai Cập, cuộc khởi nghĩa của người Hy Lạp đứng trước nguy cơ bị dập tắt.

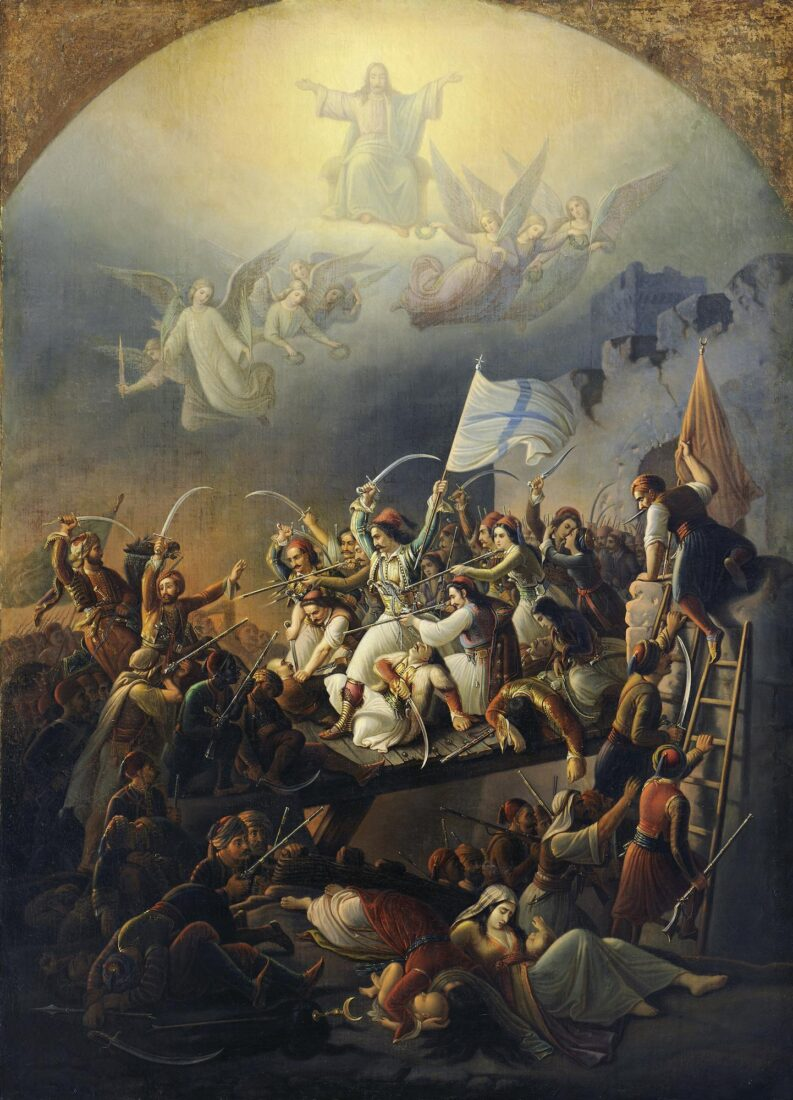
Quân Hy Lạp đánh phá vòng vây Messolonghi, tranh của Theodoros Vryzakis

Tại châu Âu, dù cuộc khởi nghĩa của người Hy Lạp được dư luận ủng hộ, nhưng các chính phủ châu Âu chỉ miễn cưỡng hưởng ứng. Anh bắt đầu nghiêng về phe khởi nghĩa kể từ năm 1823 trở đi, khi những yếu kém của Đế quốc Ottoman bộc lộ rõ ràng, mặc dù bản thân người Hy Lạp cũng đang xáo trộn nội bộ vì nội chiến, và sự ủng hộ của Nga chỉ giới hạn ở việc hạn chế ảnh hưởng của Anh lên Hy Lạp. Hy Lạp được coi là cái nôi của nền văn minh phương Tây, và được đặc biệt ca ngợi bởi chủ nghĩa lãng mạn thời gian đó. Hình ảnh một dân tộc Ki-tô giáo vùng lên để lật đổ ách thống trị của một đế quốc Hồi giáo tàn tạ được dư luận châu Âu khi đó đặc biệt hâm mộ.
Trong thời gian Huân tước Byron ở Albania và Hy Lạp, ông tổ chức tài chính và hậu cần (bao gồm cả việc trang bị cho vài chiếc thuyền), nhưng phát sốt rồi qua đời tại Messolonghi năm 1824. Cái chết của ông làm châu Âu, đặc biệt là dư luận Anh rất xúc động, và càng làm tăng sự ủng hộ của châu Âu cho Hy Lạp, dẫn đến việc các cường quốc châu Âu cuối cùng cũng phải trực tiếp can thiệp. Những bài thơ của ông, cùng với những tác phẩm nghệ thuật của Eugène Delacroix, góp phần to lớn khuấy động tình cảm của người châu Âu ủng hộ cho cuộc đấu tranh Hy Lạp.

## Cách mạng bùng nổ

### Cách mạng tại các Công quốc Danube
Alexander Ypsilantis được bầu làm lãnh đạo hội Filiki Eteria tháng 4 năm 1820, rồi tự đặt mục tiêu lên kế hoạch khởi nghĩa. Mục tiêu của ông là phát động toàn bộ người Ki-tô giáo tại Balkan khởi nghĩa, và có lẽ sau đó dựa vào Nga can thiệp. Ngày 22 tháng 2 năm 1821, ông vượt sông Prut cùng với đoàn tùy tùng, tiến vào lãnh thổ các Công quốc Danube (Romania và Moldova ngày nay), rồi để vận động người Romania gia nhập, ông tuyên bố là ông được "hậu thuẫn từ một cường quốc", ám chỉ đế quốc Nga. Hai ngày sau khi vượt sông, ông ra tuyên cáo kêu gọi toàn thể nhân dân Hy Lạp và Ki-tô giáo nổi dậy chống lại Đế quốc Ottoman:
| “ | Hãy chiến đấu vì Đức tin Thiên Chúa và Đất mẹ! Giờ chiến đấu đã điểm, hỡi những con dân Hy Lạp. Biết bao lâu nay, nhân dân châu Âu, những người đã chiến đấu vì tự do và quyền làm người, kêu gọi chúng ta tiếp bước họ... Nhân dân tiến bộ châu Âu, vốn bận bịu đấu tranh giành lại quyền được sống, hàm ơn ông cha ta, mong mỏi được thấy ngày Hy Lạp được tự do... Biết bao người châu Âu yêu tự do đã sẵn sàng gia nhập hàng ngũ chúng ta để cùng tranh đấu... Ai có thể ngăn được bàn tay mạnh mẽ của ta? Quân thù hèn hạ đang suy yếu, tướng sỹ của ta đầy kinh nghiệm, đồng bào ta đầy nhiệt huyết. Hãy sát cánh lại, hỡi những người con Hy Lạp anh dũng và cao thượng! Hãy xiết chặt đội hình phalanx, hãy trỗi dậy những binh đoàn ái quốc, ta sẽ thấy những tên khổng lồ bạo chúa sụp đổ tan tành, trước lá cờ chiến thắng của chúng ta | ” |

.

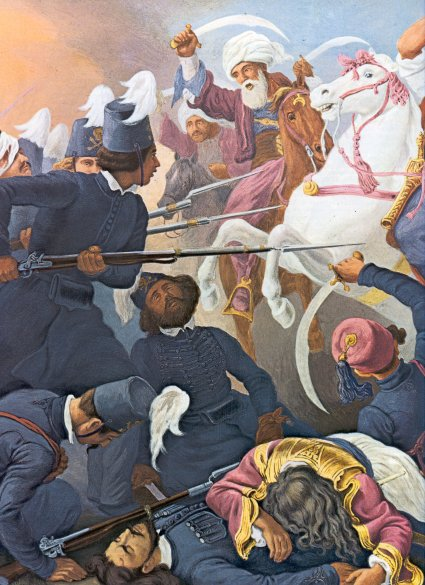
Đội thần binh trong trận Dragatsani tranh của Peter von Hess, Viện bảo tàng Benaki, Athena-Hy Lạp

Thay vì tiến quân về Brăila, nơi ông có lẽ đã có thể chặn đường tiến của quân Thổ vào các Công quốc Danube, và buộc Nga phải chấp nhận sự đã rồi, ông dừng lại ở Iaşi và cho xử tử một số người Moldova với tội danh "tay sai giặc Thổ". Ông đến Bucharest ngày 27 tháng 3, rồi sau vài tuần chần chừ, ông nhận định rằng ông không thể dựa vào các đội du kích Pandur của người Wallachia có căn cứ ở Oltenia để hỗ trợ cho cuộc nổi dậy của Hy Lạp. Thủ lĩnh Pandur là Tudor Vladimirescu lại không tin tưởng Ypsilantis, và với cương vị là đồng minh trên danh nghĩa với Eteria, lại bắt đầu một cuộc nổi loạn như một phương thức để ngăn Scarlat Callimachi, vốn trị vì Moldavia, không giành được ngai vàng của Bucharest, trong khi vẫn tìm cách giữ quan hệ với cả Đế quốc Nga và Đế quốc Ottoman.
Chính tại thời điểm đó, cựu ngoại trưởng Nga là John Capodistria, là một người Hy Lạp sinh trưởng tại đảo Corfu, gửi một lá thư đến cho Ypsilantis quở trách ông lạm dụng sự ủy thác của Sa hoàng, tuyên bố là tên ông đã bị xóa bỏ khỏi danh sách sĩ quan Nga, và lệnh cho ông hạ vũ khí. Ypsilantis tìm cách lờ bức thư đi, nhưng Vladimirescu coi đó như dấu hiệu chấm dứt mọi ràng buộc với Eteria. Một cuộc xung đột nội bộ nổ ra, và ông bị Eteria kết án tử hình ngày 27 tháng 5. Mất đi sự ủng hộ của các đồng minh người Romania và lại phải chống lại đạo quân Thổ xâm nhập lãnh thổ Wallachia, số phận những người Hy Lạp đã được định đoạt, họ bị đánh bại trong trận Drăgăşani, Đội thần binh bị tiêu diệt hoàn toàn.
Alexander Ypsilantis, được em trai là Nicholas hộ vệ, cùng một dúm những người tùy tùng, rút về Râmnic, nơi ông trong vài ngày tìm cách thuyết phục nhà chức trách Áo địa phương cho phép ông vượt qua biên giới. E ngại là những người theo mình có thể bắt ông đem nộp cho quân Thổ, ông tuyên bố là Áo đã tuyên chiến với Đế quốc Ottoman, cho cử hành lễ Tạ ơn tại nhà thờ Cozia, rồi viện cớ thu xếp cuộc gặp mặt với tổng chỉ huy Áo, ông vượt biên giới. Tuy nhiên Áo từ chối cho ông tỵ nạn chính trị, ông bị giam cấm cố trong bảy năm liền. Tại Moldavia, cuộc đấu tranh còn tiếp diễn trong một thời gian dưới sự lãnh đạo của Giorgakis Olympios và Yiannis Pharmakis, nhưng tới cuối năm thì quân Thổ cũng bình định được vùng này.

### Cách mạng tại bán đảo Peloponnese
Bán đảo Peloponnese, với truyền thống kháng chiến chống lại Đế quốc Ottoman là trái tim cuộc khởi nghĩa. Trong những tháng đầu năm 1821, vì Tổng trấn người Thổ Mora valesi Hursid Pasha và phần lớn quân đồn trú vắng mặt nên tình hình hết sức thuận lợi cho người Hy Lạp vùng dậy chống lại ách chiếm đóng. Theodoros Kolokotronis, một chiến sĩ tự do klepht Hy Lạp lừng danh, người từng phục vụ trong quân đội Anh tại quần đảo Ionian trong cuộc chiến tranh Napoléon, trở về ngày 6 tháng 1 năm 1821, và đến bán đảo Mani. Quân Thổ nhận được tin báo nên đòi vị thủ lĩnh địa phương Petros Mavromichalis, cũng được biết đến với tên gọi PetroBey - Bey nghĩa là thủ lĩnh, giao nộp ông, nhưng Mavromichalis từ chối, viện cớ già cả, sau này trong cuộc kháng chiến, hai trong số các con trai của Mavromichalis sẽ tử trận trong các trận đánh chống lại quân Thổ.

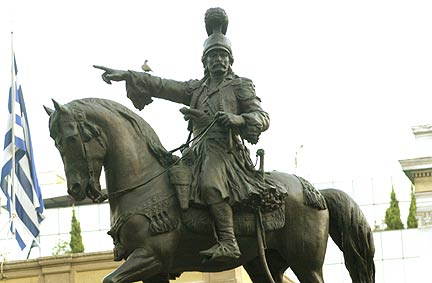
Bức tượng kỵ sĩ Theodoros Kolokotronis tại Nafplion, Hy Lạp

Cuộc họp mang tính quyết định diễn ra tại Vostitsa (nay là Aigion), với tất cả các thủ lĩnh và tổng Giám mục trên toàn bán đảo Peloponnese tề tựu trong ngày 26 tháng 1. Trong cuộc họp, tất cả các chỉ huy chiến binh tự do klepht tuyên bố họ đã sẵn sàng hành động, trong khi phần lớn giới lãnh đạo dân sự vẫn còn nghi hoặc, và đòi được bảo đảm rằng quân Nga sẽ can thiệp. Dù thế nào đi chăng nữa, khi tin tức về việc Ypsilantis tiến quân vào các Công quốc Danube truyền tới, thì tình hình trên bán đảo Peloponnese đã trở nên hết sức căng thẳng, và rồi cho tới giữa tháng 3, các hoạt động rải rác chống lại người Hồi giáo nổ ra, báo hiệu cuộc khởi nghĩa. Sau này người ta biết rằng tuyên bố Khởi nghĩa bởi tổng Giám mục Paras, cha Germanos ngày 25 tháng 3 tại tu viện Agia Lavra chỉ là chuyện thêu dệt. Tuy nhiện, ngày đó đã được chính thức chấp nhận là ngày kỷ niệm Cách mạng bùng nổ, và được chọn là ngày quốc khánh Hy Lạp.

Ngọn cờ cách mạng được ưa chuộng là lá cờ của dòng họ Kolokotronis

Ngày 17 tháng 3 năm 1821, thủ lĩnh của người Mani Petros Mavromichalis cho dựng lá chiến kỳ của mình tại Areopoli, đánh đi tín hiệu khởi nghĩa chống quân Thổ bùng nổ. Hai ngàn chiến sĩ Mani dưới quyền Petros Mavromichalis, trong đó có cả Kolokotronis cùng hai người cháu Nikitaras và Papaflessas hành quân về thị trấn Kalamata thuộc hạt Messenia. Người Mani đến Kalamata ngày 21 tháng 3, rồi sau hai ngày vây hãm thị trấn rơi vào tay người Hy Lạp. Cùng ngày, Tổng Giám mục Andreas Londos khởi nghĩa tại Vostitsa. Tới ngày 28 tháng 3, Nghị viện Messenia, hội đồng chính quyền địa phương đầu tiên tại Hy Lạp khai mạc tại Kalamata.
Tại Achaia, thị trấn Kalavryta bị vây hãm ngày 21 tháng 3. Tại Patras, trong không khí vốn đã căng thẳng, người Thổ bắt đầu chuyển tài sản vào trong pháo đài từ ngày 28 tháng 2, rồi đến ngày 18 tháng 3 chuyển cả gia quyến vào. Tới ngày 22 tháng 3, lực lượng cách mạng ra tuyên cáo Cách mạng ở quảng trường Agios Georgios tại Patras, trước sự hiện diện của Đức Tổng Giám mục Germanos. Ngày hôm sau, các lãnh tụ khởi nghĩa ở Achaia gửi thông báo đến các lãnh sự quán ngoại quốc tuyên bố nguyên nhân Cách mạng. Tới ngày 23 tháng 3, quân Thổ mở vài cuộc tấn công lẻ tẻ vào thị trấn, trong khi quân cách mạng, lãnh đạo bởi Panagiotis Karatzas đẩy lùi quân Thổ vào trong pháo đài. Makryiannis, lánh nạn trong thị trấn, miêu tả lại trong hồi ký:
| “ | Σε δυο ημέρες χτύπησε ντουφέκι στην Πάτρα. Οι Tούρκοι κάμαν κατά το κάστρο και οι Ρωμαίγοι την θάλασσα. Người ta bắn nhau từ hai ngày trước đây ở Patras. Quân Thổ chiếm cứ pháo đài, trong khi quân Hy Lạp chiếm vùng bờ biển | ” |

.
Tới cuối tháng 3, người Hy Lạp trên thực tế kiểm soát vùng nông thôn, còn quân Thổ Nhĩ Kỳ bị giam hãm trong các pháo đài, đáng kể nhất là Patras, Rion, Acrocorinth, Monemvasia, Nafplion và thủ phủ Tripolitsa, cùng với rất nhiều người Hồi giáo chạy tỵ nạn cùng gia đình từ khi cuộc khởi nghĩa bắt đầu. Tất cả những vị trí đó đều bị các lực lượng quân địa phương bao vây một cách lỏng lẻo, vì quân Hy Lạp không có pháo binh để công thành. Ngoại trừ Tripolitsa, tất cả các pháo đài này đều có đường thông ra biển và có thể nhận tiếp viện từ hải quân Ottoman.
Kolokotronis quyết tâm hạ Tripolitsa, thủ phủ của bán đảo Peloponnese, ông tiến về tỉnh Arcadia chỉ với 300 quân Hy Lạp và đánh bại đạo quân Thổ gồm 1.300 người. Ngày 28 tháng 4, vài ngàn chiến binh Mani chỉ huy bởi các con trai của Mavromichalis hội binh với Kolokotronis bên ngoài Tripolis. Tới ngày 12 tháng 9 năm 1821, thủ phủ của người Thổ trên bán đảo Peloponnese rơi vào tay Kolokotronis và quân Hy Lạp.

### Cách mạng tại miền Trung Hy Lạp

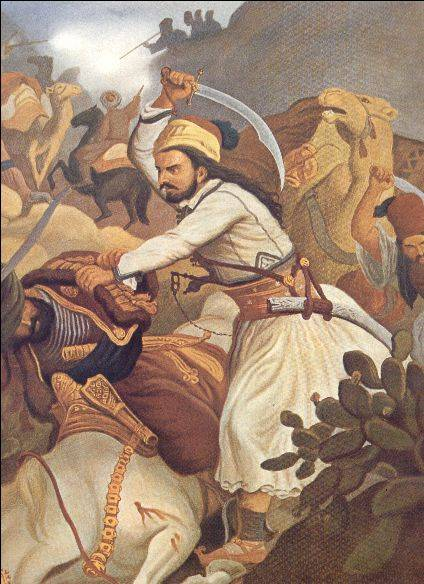
Trận Vassilika mang thắng lợi cho lực lượng cách mạng Hy Lạp

Khu vực đầu tiên ở miền trung Hy Lạp nổi dậy là Phokis ngày 24 tháng 3, thủ phủ là Salona (nay là Amfissa), rơi vào tay Panourgias ngày 27 tháng 3. Tại Boeotia, Athanasios Diakos chiếm được thành phố Livadia ngày 29 tháng 3, rồi 2 ngày sau đó là Thebes. Quân đồn trú Thổ Nhĩ Kỳ kháng cự lại tại pháo đài Salona, cho tới khi quân Hy Lạp hạ được thành ngày 10 tháng 4. Cùng thời gian, quân Hy Lạp thua trận Alamana khi đối đầu với đạo quân Thổ của viên tướng người Albania Omer Vryonis, chỉ huy Athanasios Diakos bị trọng thương và bị bắt sống trong khi đánh đoạn hậu cầm chân quân Thổ để quân Hy Lạp rút lui. Quân Thổ hứa tha mạng và trọng thưởng cho ông nếu ông chấp nhận đầu hàng và cải đạo Hồi giáo, nhưng ông từ chối, nói rằng ông thà chết là người Hy Lạp. Ông bị hành quyết bằng cách đóng cọc cho tới chết. Quân Thổ bị chặn lại trong trận Gravia, gần núi Parnassos và phế tích của đền thờ Delphi, bởi toán quân Hy Lạp của Odysseas Androutsos. Vryonis quay sang hướng Boeotia và cướp phá Livadia trong khi chờ đợi viện quân trước khi hành binh về Morea. Tuy nhiên lực lượng viện binh Thổ Nhĩ Kỳ gồm 8.000 quân dưới quyền Beyran Pasha bị chặn và bị đánh bại trong trận Vassilika ngày 26 tháng 8 bởi lực lượng khởi nghĩa ít hơn nhiều lần. Thất bại này buộc Vryonis cũng phải rút lui, đảm bảo sự an toàn cho cuộc cách mạng Hy Lạp vẫn còn trong thời kỳ trứng nước.

### Cách mạng tại đảo Crete
Đóng góp cho cách mạng của người đảo Crete là rất to lớn, nhưng người Crete không tự giải phóng được khỏi ách đô hộ của Thổ Nhĩ Kỳ, vì quân Ai Cập can thiệp. Đảo Crete có lịch sử lâu dài phản kháng sự thống trị của Thổ, nổi bật với người anh hùng dân gian Daskalogiannis, người đã hy sinh trong khi chiến đấu chống quân Thổ. Cuộc khởi nghĩa năm 1821 của người Kitô giáo bị chính quyền Ottoman đàn áp nặng nề, với một số Giám mục bị xử tử vì bị cho là thủ lĩnh quân khởi nghĩa. Trong khoảng thời gian từ năm 1821 đến năm 1828, hòn đảo là nơi liên tiếp diễn ra các hoạt động thù nghịch và bạo lực. Người Hồi giáo bị dồn vào các thị trấn lớn được phòng thủ cẩn mật ở bờ biển phía bắc, và dường như có đến 60% trong số đó chết vì bệnh tật và đói khát. Người Crete Kitô giáo cũng phải chịu nhiều tổn thất, mất đến 21% dân số.
Năm 1824, sultan của đế quốc Ottoman là Mahmud II, do không có quân đội riêng (vì đã giải tán đạo Cấm vệ quân Janissary trước đó) cho nên buộc phải viện đến Pasha (phó vương) Ai Cập là Muhammad Ali Pasha, người tuy là chư hầu nhưng cũng đồng thời là địch thủ và có tư tưởng phản loạn gửi quân đến Crete để dẹp loạn. Hạm đội Ai Cập dưới quyền chỉ huy của đích thân Ibrahim Pasha, con trai phó vương Ai Cập với 17.000 quân đổ bộ lên đảo để trấn áp người Hy Lạp. Hạm đội liên hợp Ai Cập-Thổ tới năm 1927 bị hải quân đồng minh do Đô đốc Edward Codrington chỉ huy tiêu hủy hoàn toàn, nhưng người Anh không muốn đảo Crete trở thành một bộ phận của vương quốc Hy Lạp độc lập kể từ năm 1830, vì sợ rằng hòn đảo sẽ trở thành trung tâm cướp biển như trước kia, hoặc trở thành quân cảng cho hải quân Nga ở Địa Trung Hải. Đảo Crete sẽ phải tiếp tục nằm dưới ách thống trị của Đế quốc Ottoman, nhưng do Ai Cập quản lý.

## Chiến tranh trên biển
Ngay từ giai đoạn đầu của cuộc cách mạng, việc giành ưu thế trên biển là vấn đề sống còn với người Hy Lạp. Nếu họ không đương đầu được với hải quân Ottoman, họ sẽ không ngăn cản được quân Thổ tiếp tế cho các đạo quân đồn trú, đồng thời quân cứu viện của Thổ Nhĩ Kỳ từ các tỉnh châu Á cũng sẽ mặc tình đổ bộ lên Hy Lạp để đè bẹp cuộc khởi nghĩa.
Hạm đội Hy Lạp được trang bị chủ yếu bởi những người Hy Lạp giàu có tại những đảo trên biển Aegea, chủ yếu là từ ba đảo: Hydra, Spetsai và Psara. Mỗi đảo này trang bị, cung cấp thủy thủ và duy trì một phân đội chiến thuyền của riêng mình, dưới quyền một đô đốc riêng. Mặc dù họ là những thủy thủ dày dặn kinh nghiệm, thuyền chiến của Hy Lạp phần lớn chỉ là những thuyền buôn vũ trang, không phải là những thuyền chiến được đóng cho chiến trận, và chỉ được trang bị pháo hạng nhẹ. Đối đầu với họ là hạm đội của Đế quốc Ottoman với nhiều ưu thế: thuyền chiến và thuyền hậu cần được đóng để phục vụ trong chiến tranh, được duy trì bởi nguồn nhân lực vật lực khổng lồ của Đế quốc Ottoman, bộ chỉ huy thống nhất và có kỷ luật bởi Kapudan Pasha. Lực lượng hải quân Ottoman bao gồm 23 thuyền buồm lớn, mỗi thuyền trang bị 80 hải pháo, với chừng 7 hoặc 8 tàu khu trục frigate với 50 pháo, 5 tàu hộ tống nhỏ corvette với 30 pháo và chừng 40 thuyền hai buồm nhỏ brig với chừng 20 pháo.

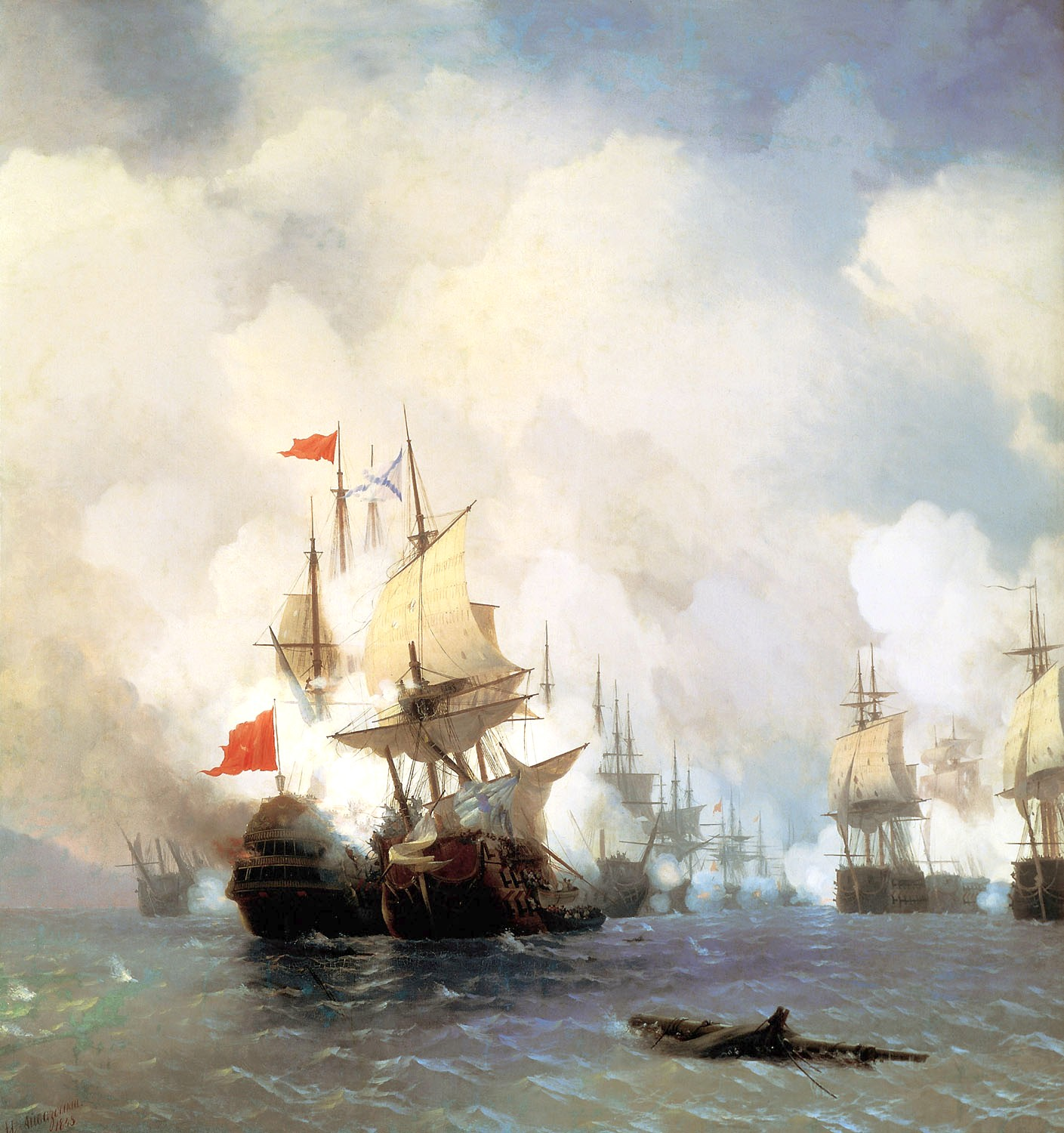
Chiến hạm Thổ bị hủy diệt tại Chios trong Cuộc nổi dậy Orlov năm 1770

Đối mặt với thực tế như vậy, người Hy Lạp quyết định sử dụng hỏa thuyền, vốn đã chứng tỏ được tính hiệu quả bởi người Psaria trong Cuộc nổi dậy Orlov năm 1770. Trận đánh thử nghiệm diễn ra tại Eresos ngày 27 tháng 5 năm 1821, khi một tàu khu trục của Thổ bị một hỏa thuyền dưới sự chỉ huy của Dimitrios Papanikolis phá hủy. Như vậy người Hy Lạp đã có trong tay một vũ khí hữu hiệu để chống lại các chiến hạm của Thổ. Trong những năm kế tiếp, thắng lợi của hỏa thuyền Hy Lạp làm uy tín của họ không ngừng tăng lên, với việc kỳ hạm của hạm đội Ottoman bị Konstantinos Kanaris đốt cháy trong trận Chios, sau vụ quân Thổ tàn sát người dân Hy Lạp trên đảo tháng 6 năm 1822. Tổng cộng có 59 cuộc tấn công bằng hỏa thuyền với 39 vụ thành công.
Cùng thời gian, các cuộc đụng độ theo quy ước cũng diễn ra, khiến các thuyền trưởng Hy Lạp như Andreas Miaoulis, Nikolis Apostolis, Iakovos Tombazis và Antonios Kriezis trở nên nổi tiếng. Thắng lợi ban đầu của hải quân Hy Lạp trong các cuộc giao tranh với quân Thổ trong trận hải chiến at Patras và Spetsai làm hải quân Hy Lạp trở nên tự tin, đồng thời góp phần quan trọng vào sự tồn vong và thắng lợi của cuộc khởi nghĩa trên bán đảo Peloponnese.
Tuy nhiên về sau, nội chiến Hy Lạp nổ ra, đồng thời Thổ Nhĩ Kỳ cũng cầu viện từ chư hầu hùng mạnh nhất của mình là Muhammad Ali, phó vương Ai Cập. Vì cuộc huynh đệ tương tàn và những khó khăn tài chính, người Hy Lạp không thể tiếp tục duy trì hạm đội của mình ở trạng thái sẵn sàng ứng chiến, nên không thể ngăn cản được liên quân Thổ - Ai Cập tàn phá Kasos rồi Psara năm 1824, cũng như cuộc đổ bộ của quân Ai Cập lên Modon. Mặc dù giành được thắng lợi trong các trận hải chiến Samos và Gerontas, cuộc cách mạng đứng trước nguy cơ đổ vỡ, cho tới khi các cường quốc Âu châu can thiệp trong trận hải chiến Navarino năm 1827. Hạm đội Thổ - Ai Cập bị hạm đội liên hợp của Anh, Pháp và Nga đánh bại hoàn toàn, trên thực tế đảm bảo nền độc lập cho Hy Lạp.

## Cách mạng lâm nguy

### Xung đột nội bộ Hy Lạp

Lá cờ của người Mani - "Chiến thắng hay là chết, trở về với tấm khiên hay là chết trên tấm khiên"

Người Hy Lạp tiến hành hội nghị lập pháp toàn quốc tại Peloponnese tháng 1 năm 1822, trong đó, Demetrius Ypsilanti (em trai của Alexander Ypsilantis) được bầu làm chủ tịch.
Từ ngày 15 cho tới ngày 20 tháng 11 năm 1821, một hội đồng khác cũng nhóm họp tại Salona, với sự tham gia của các nhân sỹ địa phương và thủ lĩnh quân sự. Dưới sự chỉ đạo của Theodoros Negris, họ lập ra một bản hiến pháp sơ khởi cho khu vực, gọi là "Luật lệ của xứ Hy Lạp nội địa miền đông" (Νομική Διάταξις της Ανατολικής Χέρσου Ελλάδος), và thiết lập một hội đồng quản lý, gọi là Areopagus, bao gồm 71 nhân sỹ từ miền Đông Hy Lạp, Thessaly và Macedonia.
Về mặt chính thức thì hội đồng Areopagus phải nằm dưới quyền Chính phủ lâm thời trung ương, thành lập tháng 1 năm 1822 sau cuộc Đại hội quốc gia lần thứ nhất, nhưng hội đồng này tiếp tục tồn tại và thao túng đáng kể quyền lực, dù là nhân danh chính quyền trung ương. Căng thẳng giữa hội đồng Areopagus đóng ở miền trung Hy Lạp và Nghị viện Quốc gia, với đa số là người từ bán đảo Peloponnesia bắt đầu gây ra sự chia rẽ trong quốc gia Hy Lạp non trẻ. Quan hệ giữa hai chính quyền trở nên hết sức căng thẳng, nhanh chóng dẫn tới tình trạng nội chiến trên thực tế giữa các chính phủ này.

### Quân Ai Cập can thiệp

Petros hay còn gọi là Petrobey Mavromichalis, người giải phóng Kalamata và bảo vệ Mani

Nhận thấy quân Hy Lạp đã đánh bại quân Thổ, sultan của đế quốc Ottoman gọi viện binh từ chư hầu hùng mạnh nhất của mình Muhammad Ali, phó vương Ai Cập. Ai Cập chấp thuận gửi đạo quân được huấn luyện bởi sĩ quan Pháp của mình tiếp viện, để đổi lại sultan sẽ phải cắt các đảo Crete, Kypros và bán đảo Peleponnesos cho Ai Cập. Muhammad Ali gửi con trai là Ibrahim dẫn đầu đạo quân viễn chinh, họ dự định trang trải chiến phí bằng cách trục xuất hết cư dân Hy Lạp và đưa nông dân Ai Cập đến tái định cư. Trong khi đó, người Hy Lạp vẫn ở trong tình trạng rối ren vì sự kình địch của các phe phái chính trị gây nên cuộc nội chiến.
Dưới sự chỉ huy của Ibrahim Pasha, quân Ai Cập viễn chinh Hy Lạp, đổ bộ ở Methoni và đánh chiếm thành phố Kalamata rồi san bằng thành bình địa. Lợi dụng nội tình Hy Lạp vẫn còn bất ổn, Ibrahim tàn phá vùng bán đảo Peloponnese rồi sau một cuộc vây hãm ngắn ngủi, chiếm thành phố Messolonghi. Ông định tiếp đó hạ thành Nauplio, nhưng bị lực lượng của Dimitrios Ypsilantis và Konstantinos Mavromichalis, em trai của Petros, đẩy lùi. Phần lớn các vùng nông thôn bị quân Ai Cập cướp bóc, tàn phá, vườn tược bị phá hủy, gây ra nguy cơ xảy ra nạn đói nghiêm trọng. Ibrahim Pasha sau đó hướng về vùng đất duy nhất trên bán đảo Peloponnese vẫn còn duy trì được nền độc lập: bán đảo Mani.
Ibrahim gửi sứ giả đến người Mani gọi hàng, dọa nếu không ông sẽ tàn phá vùng đất của họ như đã làm với phần còn lại của bán đảo Peloponnese. Người Mani từ chối, chỉ trả lời đơn giản là họ đã sẵn sàng đợi quân xâm lược.
Ibrahim định tiến vào Mani từ hướng đông bắc gần Almiro ngày 21 tháng 6 năm 1826, nhưng bị chặn lại tại pháo đài Vergas. Đạo quân Ai Cập gồm 7.000 người bị cánh quân gồm 2.000 người Mani và chừng 500 người Hy Lạp lánh nạn từ các vùng đất khác tập kích đánh bại. Người Mani truy kích quân Ai Cập đến tận Kalamata trước khi trở về Vergas. Trận thua này không những làm hao tổn 2.500 quân của Ibrahim, mà còn làm phá sản kế hoạch xâm lược Mani từ hướng bắc. Ibrahim còn tiếp tục tìm cách xâm lược Mani vài lần nữa, nhưng lần nào cũng bị đánh lui, trong các trận Diro và Polytsaravo. Trong trận Diro, người Hy Lạp, kể cả phụ nữ và người già cũng lăn xả vào quân xâm lược, làm cho quân địch bị tổn thất nặng nề hơn quân Hy Lạp rất nhiều. Chiến dịch này mang tính quan trọng quyết định: Ibrahim Pasha chưa bao giờ bị thất bại nghiêm trọng như vậy và phải hủy bỏ kế hoạch xâm lược Mani. Những người phụ nữ tham gia trận Diro đánh lui quân Ai Cập sau đó được mệnh danh là những nữ chiến binh Amazon của Diro.

## Sự can thiệp của các cường quốc châu Âu

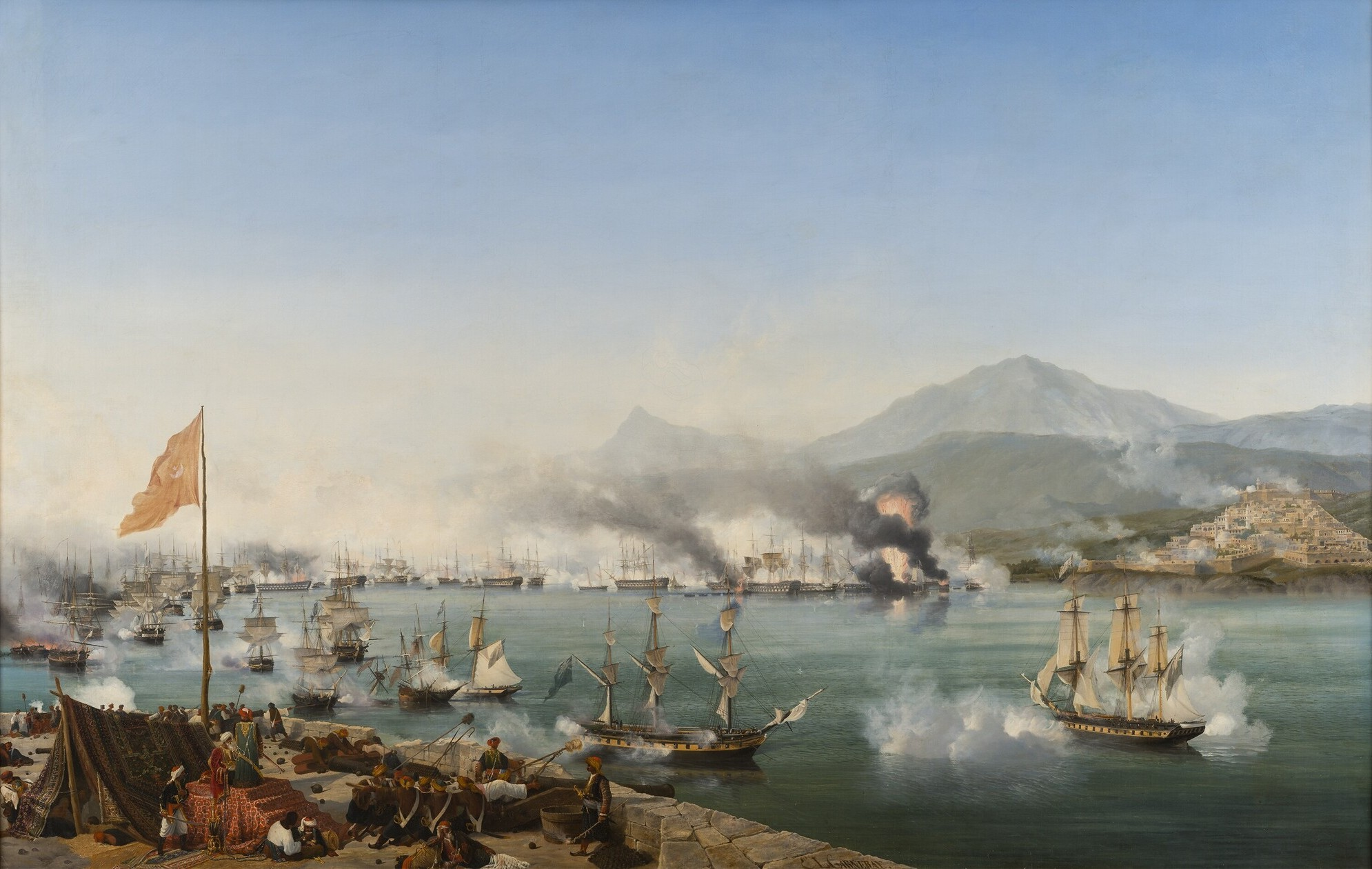
Trận hải chiến Navarino--Tiêu hủy hạm đội Thổ-Ai Cập

Tới năm 1827, Cách mạng Hy Lạp đứng bên bờ diệt vong, dù rằng người Hy Lạp vẫn ngạo nghễ không chịu khuất phục quân Thổ Nhĩ Kỳ và còn thách thức bằng cách tuyên bố thành lập quốc gia Hy Lạp. Chiến tranh kéo dài nhiều năm, nội chiến làm hao mòn sức lực, ngân quỹ phá sản. Quân Thổ tiếp tục chiếm đóng những pháo đài quan trọng trong những vùng đất nhỏ bé mà người Hy Lạp giải phóng được. Nguy hại hơn là từ khi quân Ai Cập tham chiến, quân Hy Lạp không chống lại được sức mạnh tổng hợp của lực lượng Thổ - Ai Cập cả trên biển lẫn trên đất liền. Dù rằng quân Hy Lạp với lối đánh du kích đã giáng vào quân Ai Cập nhiều đòn đau, thì quân Ai Cập cũng chiếm được nhiều vị trí xung yếu và tàn phá nặng nề miền nam Hy Lạp, gây ra nguy cơ xảy ra nạn đói. Để trả thù, quân Ai Cập tàn sát dã man người Hy Lạp và bắt đi rất nhiều người khác đem bán làm nô lệ ở Ai Cập.
Chính sách và quyền lợi của các cường quốc châu Âu mâu thuẫn, đối nghịch lại nhau, nên họ không thể thống nhất được việc phải giải quyết cuộc khủng hoảng này như thế nào. Nga vốn vẫn ủng hộ Hy Lạp vì cùng chung Chính thống giáo và cùng coi Thổ là kẻ thù, nhưng Anh và Áo lại ủng hộ Thổ để ngăn cản sự bành trướng của Nga, Pháp thì chỉ tìm cách phá hoại Anh vì những mâu thuẫn lâu đời giữa hai nước. Cho tới tận năm 1826, khi Sa hoàng Nikolai I, mới lên ngôi và là người nhiệt thành ủng hộ Hy Lạp, tuyên bố nếu cần thiết, Nga sẽ đơn phương hành động để giúp Hy Lạp, đồng thời dư luận Anh và châu Âu cũng đang hết sức phẫn nộ vì những tội ác ghê gớm mà quân Ai Cập gây ra cho dân thường Hy Lạp, thì Chính phủ Anh mới thấy rằng sự can thiệp vào Hy Lạp là không thể tránh khỏi. Do vậy giải pháp tốt nhất là Anh cũng tham gia, để tránh thiệt hại cho quyền lợi của Anh. Liên minh ba cường quốc châu Âu Anh Pháp Nga ký hiệp định London tháng 6 năm 1827, cam kết buộc Thổ phải ngưng các hoạt động quân sự ở Hy Lạp và trao cho Hy Lạp quyền tự trị.

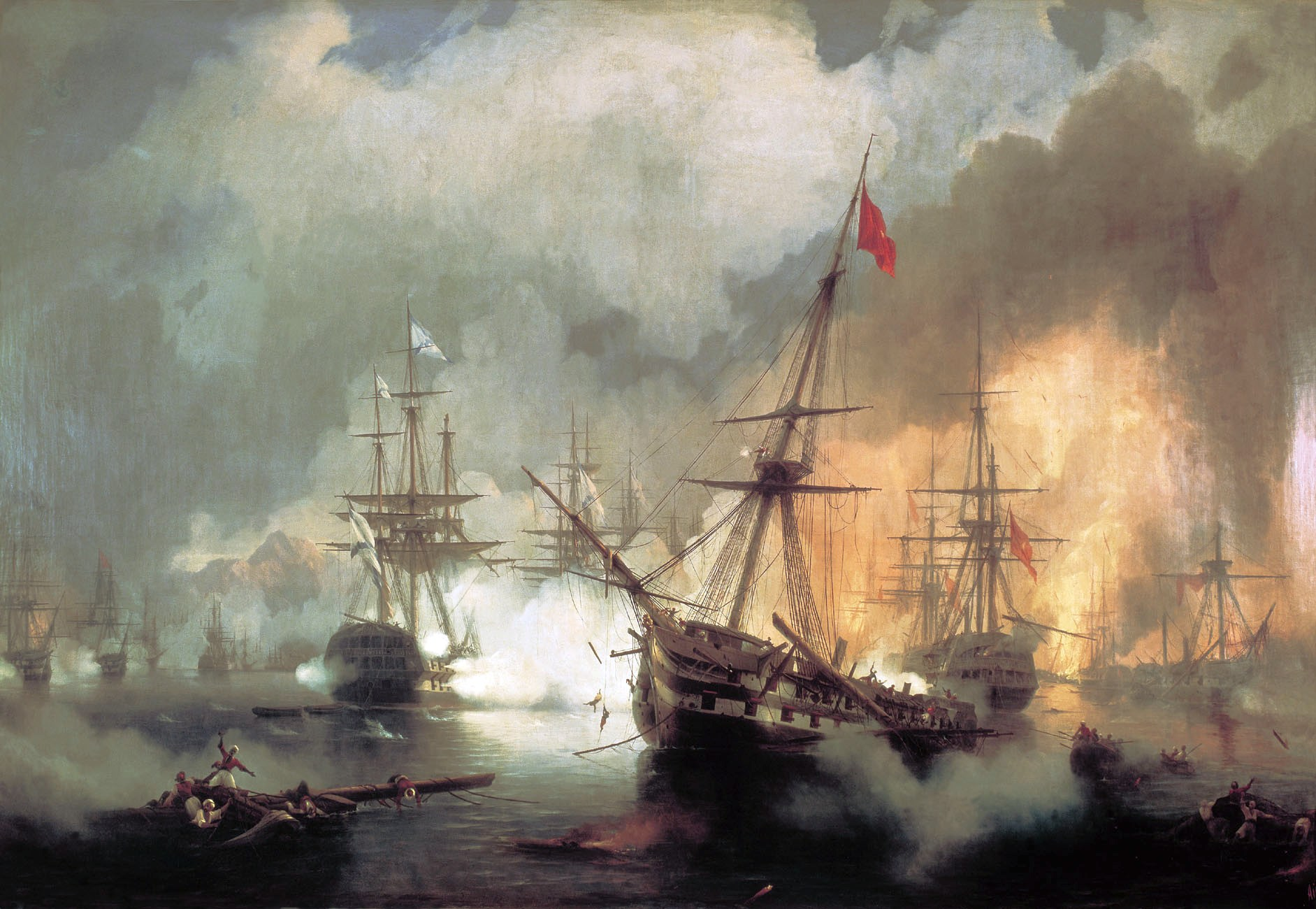
Trận Navarino, tranh của Ivan Aivazovsky, chiến hạm Nga cờ trắng đang bắn phá hạm đội Thổ cờ đỏ

Hạm đội đồng minh được phái đến Hy Lạp để áp đặt các điều khoản hiệp định lên Hy Lạp và Đế quốc Ottoman. Chỉ huy hạm đội Anh là Phó đô đốc, Huân tước Edward Codrington nhận được lệnh chỉ sử dụng vũ lực trong trường hợp bất khả kháng, nhưng các chính phủ Nga, Pháp và Anh đều ngầm hiểu việc thi hành bản hiệp định trên thực tế là làm lợi cho phía Hy Lạp. Do phía Hy Lạp nhanh chóng chấp thuận bản hiệp ước, và phía Ottoman bác bỏ, nên lực lượng đồng minh áp đặt hiệp ước, tức áp đặt ngưng bắn lên phía quân Thổ.
Lực lượng hải quân Thổ-Ai Cập bao gồm 78 thuyền chiến với 2.180 pháo, lực lượng đồng minh có 22 thuyền chiến và 1.258 pháo, nhưng có tới 10 thuyền của quân đồng minh là chiến hạm hạng lớn, so với 3 chiến hạm của quân Thổ. Hải pháo của quân đồng minh cũng lớn hơn, thủy thủ giỏi hơn, và dù rằng quân Thổ có nhiều thuyền chiến nhỏ hơn, thì thực tế lịch sử cũng chỉ ra rằng các thuyền chiến nhỏ, bao gồm khu trục hạm, tàu hộ tống và thuyền hai buồm hoàn toàn bất lực trong các cuộc chạm trán với chiến hạm. Hải quân Ai Cập chuyên nghiệp hơn hải quân Thổ, nhưng một số đáng kể thủy thủ đoàn là người Pháp được thuê để phục vụ trong hạm đội Ai Cập, nên những người này không có tinh thần chiến đấu để chống lại đồng bào của mình ở phía bên kia.

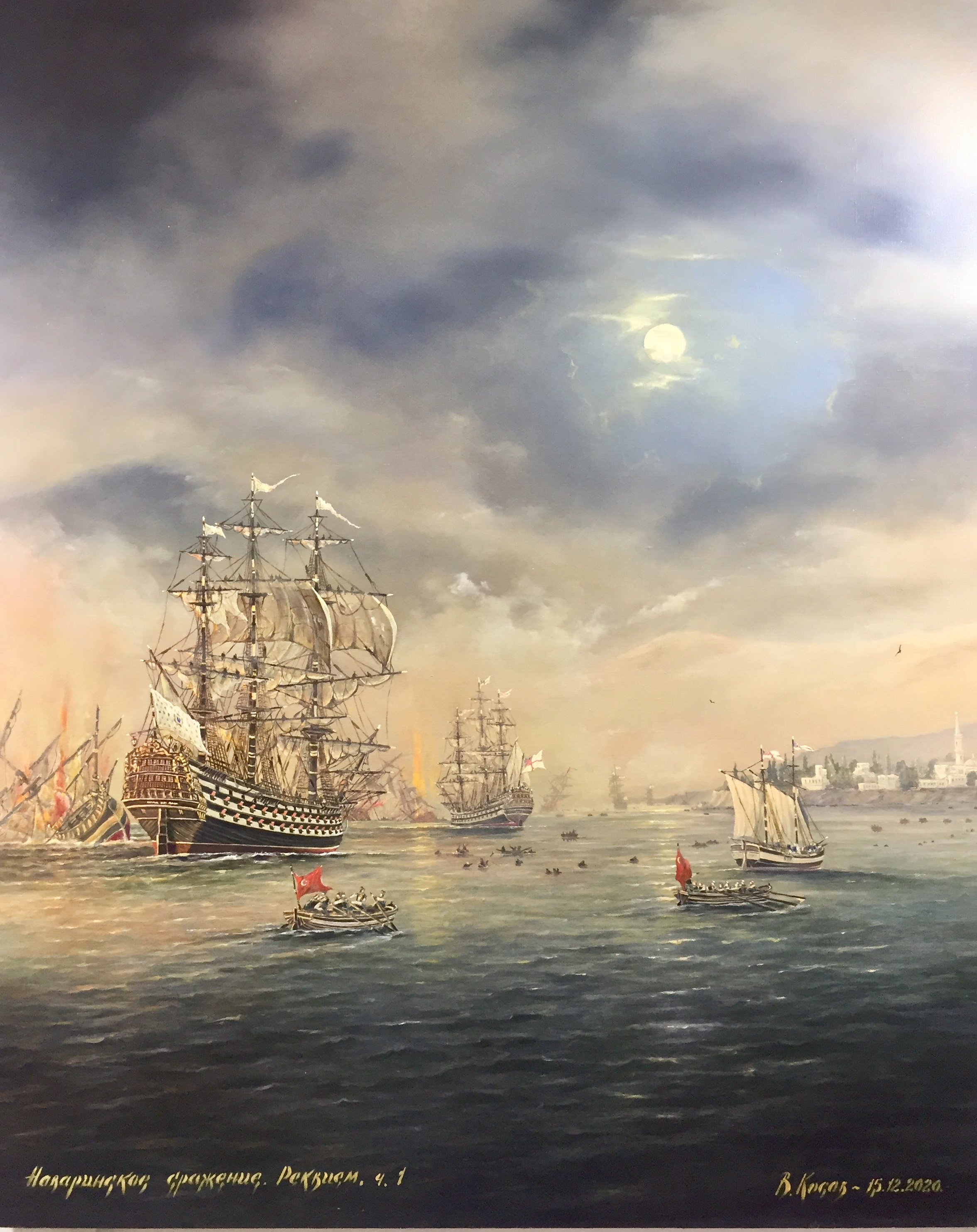
Tập tin-Trận chiến Navarino 1827.REQUIEM. phần 1. Vladimir Kosov 120x100 HM 2021

Ngày 20 tháng 10 năm 1827, khi các chiến hạm của quân đồng minh tiến vào cảng Navarino thì xung đột nổ ra giữa một tàu Anh và một tàu Thổ. Quân Pháp nổ súng để hỗ trợ quân Anh, rồi đến lượt một tàu Thổ nã pháo vào tàu Pháp. Ngay tức khắc, tất cả các tàu đều nổ súng, trận hải chiến bùng nổ. Vì khoảng cách giữa các tàu quá gần nên các tàu chủ yếu đứng yên tại chỗ và nã pháo vào tàu đối phương. Với cách giao chiến như vậy, hỏa lực và tài tác xạ đóng vai trò quyết định, ví dụ như kỳ hạm Asia của Đô đốc Codrington bỏ neu ở giữa hai tàu Thổ bắn vào cả hai tàu này cùng một lúc và tiêu hủy cả hai tàu này. Chiến tích này tiếp tục diễn ra trên toàn tuyến giao tranh của hạm đội đồng minh. Sau chừng 4 giờ giao chiến, hạm đội Thổ-Ai Cập hoàn toàn bị tiêu diệt, ba phần tư bị đánh đắm hoặc bị thủy thủ đoàn tự đốt cháy hay đánh chìm để khỏi rơi vào tay đối phương. Chừng 3000 quân Thổ-Ai Cập bị chết, 1109 bị thương, chỉ còn 8 tàu còn khả dĩ đi biển được, phía quân đồng minh chỉ có 181 người chết, 480 bị thương và vài chiến hạm bị hư hại nặng. Nghịch lý là Đô đốc Codrington suýt nữa thì tiêu tan sự nghiệp, vì ông vốn không được lệnh đánh thắng một trận lớn như vậy, hoặc là không được hủy diệt hoàn toàn hạm đội Thổ Nhĩ Kỳ.

Tượng Demetrius Ypsilanti tại Tháp nước Ypsilanti

Khi tin tức về trận hải chiến truyền về đất liền, người Hy Lạp phát cuồng lên vì vui sướng. Khắp nơi người ta đánh chuông nhà thờ và tụ tập suốt đêm bắn pháo bông ăn mừng. Trên các đỉnh núi cao nhất ở Peloponnese và trên núi Parnassos ở miền trung Hy Lạp, người ta đốt lên những ngọn lửa lớn, còn Giáo trưởng Athena ra lệnh đánh chuông suốt ba ngày đêm trên toàn Hy Lạp để mừng hạm đội của Đế quốc Ottoman và nước chư hầu Ai Cập không còn tồn tại nữa. Điều đáng ngạc nhiên là khi Chiến tranh thế giới thứ nhất bùng nổ, Anh-Pháp-Nga và sau đó là Hy Lạp lại tái hợp với nhau tạo nên phe Hiệp ước nhằm chống lại Liên minh Trung tâm của chính Đức, Áo-Hung và chính Thổ Nhĩ Kỳ.
Tháng 10 năm 1828, quân Hy Lạp tái tập hợp và thành lập chính phủ mới dưới sự lãnh đạo của John Capodistria (Καποδíστριας). Tiếp đó họ tiến quân nhằm giành lấy càng nhiều lãnh thổ càng tốt, bao gồm cả Athena và Thebes, trước khi các cường quốc châu Âu áp đặt lệnh ngưng chiến. Quân Hy Lạp chiếm được những pháo đài cuối cùng vẫn còn nằm trong tay quân Thổ trên bán đảo Peloponnese nhờ có sự giúp sức của viên tướng Pháp tên là Nicolas Joseph Maison.
Cuộc giao tranh lớn cuối cùng của cuộc chiến là trận Petra, diễn ra ở vùng bắc Attica. Quân Hy Lạp dưới quyền Dimitrios Ypsilantis, lần đầu tiên được huấn luyện để chiến đấu như một đạo quân chính quy châu Âu hơn là những toán quân du kích, tiến công quân Thổ vì các chỉ huy Hy Lạp hiểu rằng tất cả những vùng lãnh thổ được giải phóng sẽ thuộc về Hy Lạp khi ngưng chiến có hiệu lực. Quân Hy Lạp chạm trán với quân Thổ của Osman Pasha rồi sau một loạt súng nổ, quân Hy Lạp xung trận với gươm tuốt trần và đánh cho quân Thổ đại bại. Quân Thổ chấp nhận từ bỏ tất cả những vùng đất từ Livadeia cho tới sông Spercheios để đổi lại việc quân Hy Lạp đảm bảo mở đường rút lui an toàn cho tàn quân Thổ rút khỏi miền trung Hy Lạp. Sự kiện này đánh dấu lần đầu tiên, quân Hy Lạp và quân Thổ đàm phán trên chiến trường. Trận Petra là trận chiến cuối cùng của Chiến tranh giành độc lập Hy Lạp. Điều mỉa mai là Dimitrios Ypsilantis chính là người kết thúc cuộc chiến mà anh trai mình khởi phát tám năm rưỡi trước khi ông vượt sông Prut, bắt đầu cuộc khởi nghĩa.
- Trận Navarino đã châm ngòi cho cuộc Chiến tranh Nga-Thổ Nhĩ Kỳ (1828-1829)

## Các cuộc tàn sát xảy ra trong thời kỳ cách mạng

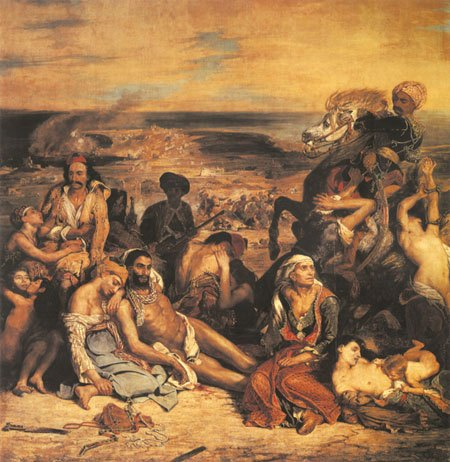
Cuộc thảm sát Chios, tranh của Eugène Delacroix

Ngay khi cuộc cách mạng nổ ra, cả các lực lượng cách mạng Hy Lạp lẫn nhà cầm quyền Ottoman tiến hành các cuộc tàn sát trên quy mô lớn. Quân cách mạng tàn sát người Hồi giáo cư ngụ tại bán đảo Peloponnese và vùng Attica, nơi các lực lượng Hy Lạp chiếm ưu thế. Ngược lại, người Thổ tàn sát rất nhiều người Hy Lạp, đặc biệt là vùng Ionian (ở tiểu Á), đảo Crete, Constantinopolis và quần đảo Aegean, nơi quân cách mạng yếu hơn. Trong số những vụ tàn sát ghê tởm nhất phải kể đến cuộc tàn sát ở Chios, cuộc tàn phá Psara do quân Thổ tiến hành, cuộc thảm sát người Thổ và người Do Thái sau khi Tripolitsa thất thủ cũng như cuộc tàn sát ở Navarino, khi người Hy Lạp không tha mạng cho bất kỳ ai dù già trẻ, trai gái. Harris J. Booras và David Brewer cho rằng những cuộc tàn sát do người Hy Lạp tiến hành để trả đũa cho những vụ thảm sát người Hy Lạp trước đó (như vụ thảm sát người Hy Lạp ở Tripoli, sau khi "Đội Thần binh" bị tiêu diệt). Tuy nhiên, theo các sử gia W.Alison Phillips, George Finlay, William St. Clair và Barbara Jelavich thì các cuộc giết chóc đã diễn ra ngay khi cách mạng bùng nổ.
Rất nhiều giáo sĩ Kitô giáo bị sát hại, kể cả Đức Thượng phụ Đại kết (Ecumenical Patriach) tại Constantinopolis và tối thiểu một trăm ngàn thường dân Hy Lạp, hàng vạn người khác bị bắt và bị bán làm nô lệ. Cộng đồng người Thổ và người Albania theo Hồi giáo sống tại Peloponnese bị người Hy Lạp xóa sổ hoàn toàn, có từ 15 ngàn cho đến 40 ngàn người bị giết, cộng đồng người Do Thái cũng bị tàn sát bởi người Hy Lạp. Sự giết chóc người Hồi giáo cũng xảy ra ở một số vùng khác, nhưng với quy mô nhỏ hơn. Những cuộc tàn sát của người Hy Lạp khiến cho những người Thổ, Albania theo Hồi giáo và người Do Thái cư ngụ tại Peloponnese phải chạy nạn, rời bỏ nhà cửa và bán đảo Peloponnese mãi mãi. Những nhân sỹ châu Âu thuộc hội ái hữu Hy Lạp như họa sĩ Eugene Delacroix và thi sỹ, Huân tước Byron khuyến khích việc tố cáo tội ác dã man của quân Thổ, làm dấy nên phong trào ủng hộ Hy Lạp mạnh mẽ và rộng khắp trên toàn Âu châu, khiến cho cuối cùng các cường quốc Anh, Pháp và Nga phải tiến hành can thiệp, là yếu tố quyết định thắng lợi cách mạng Hy Lạp.

## Hoạt động ngoại giao hậu chiến
John Capodistria, thủ lĩnh Hy Lạp duy nhất có thể được tất cả các phe phái chấp nhận như tân Tổng thống của Hy Lạp bị ám sát năm 1831 tại Nafplion, khiến cho nội chiến bùng nổ. Ông bị người Mani ám sát vì ông buộc họ phải đóng thuế cho nhà nước Hy Lạp mới ra đời, và người Mani khước từ đòi hỏi của ông đòi tống giam thủ lĩnh Capodistias của họ, làm dấy lên các lời tuyên bố báo thù. Cùng lúc tình trạng rối ren đang diễn ra tại Hy Lạp, thì các cường quốc châu Âu cũng tìm giải pháp kết thúc chiến tranh và lập ra một chính phủ ở Hy Lạp. Ngai vàng Hy Lạp ban đầu được đề nghị trao cho vua Bỉ là Léopold I, nhưng ông từ chối, vì ông không hài lòng với đường biên Aspropotamos-Zitouni, là đường biên mới thay thế cho đường biên Arta-Volos, có lợi hơn, vốn được các cường quốc châu Âu ủng hộ.

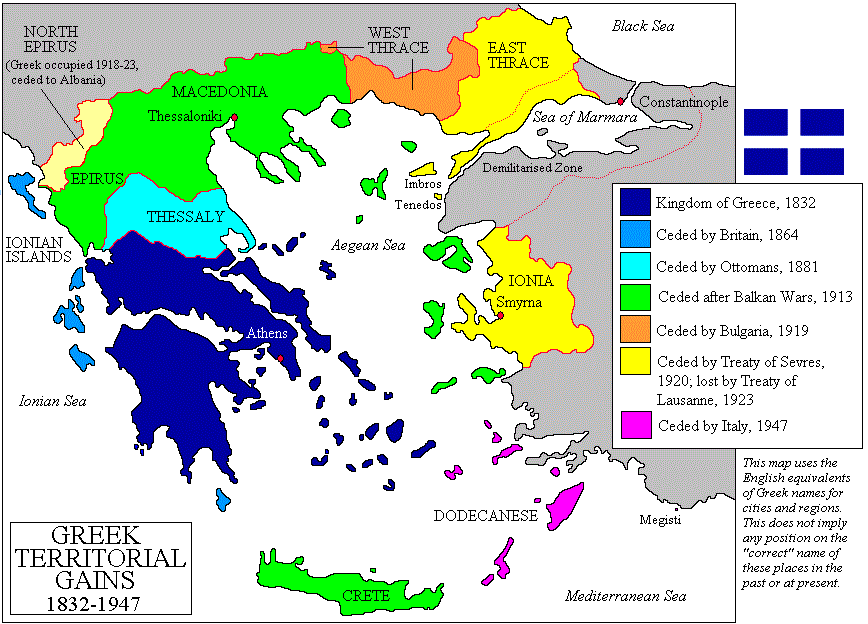
Bản đồ Hy Lạp, vùng màu xanh nước biển là lãnh thổ Vương quốc Hy Lạp sau Hiệp ước Constantinopolis

Sự rút lui của Léopold I như ưng cử viên hàng đầu, và cuộc Cách mạng tháng Bảy tại Pháp khiến cho việc tìm ra giải pháp thiết lập đường biên của Vương quốc Hy Lạp mới ra đời bị trì hoãn, cho tới khi một chính phủ mới ở Anh ra đời. Huân tước Palmerston, người nắm cương vị Bộ trưởng bộ ngoại giao Anh, chấp thuận tuyến Arta-Volos. Tuy nhiên, điều khoản bí mật về đảo Crete mà viên toàn quyền người Bavaria tìm cách thỏa thuận với phe đồng minh, không mang lại kết quả gì.
Tháng 5 năm 1832, Huân tước Palmerston triệu tập Hội nghị London. Ba cường quốc Anh, Pháp và Nga đề nghị trao ngai vàng cho hoàng thân Otto Wittelsbach của Bavaria, mà không cần tham khảo ý kiến Hy Lạp. Người ta cũng định sẵn là kế vị vua Otto sẽ là con cháu ông, hoặc nếu ông không có con, thì em trai của ông sẽ nối ngôi. Trong bất kỳ trường hợp nào thì hai ngai vàng Bavaria và Hy Lạp cũng sẽ không được phép sáp nhập. Với tư cách là người đỡ đầu cho Hoàng gia Hy Lạp, các cường quốc cũng ủy thác cho đại sứ của mình tại Constantinopolis trách nhiệm chấm dứt chiến tranh. Theo nghị định ký ngày 7 tháng 5 năm 1832 giữa Bavaria và các cường quốc đỡ đầu, người ta sẽ thiết lập một chế độ nhiếp chính cho tới khi Otto trưởng thành (và cũng bảo đảm cho Hy Lạp một khoản vay 2,4 triệu bảng Anh bằng bạc). Hy Lạp sẽ là một vương quốc độc lập với biên giới phía bắc là tuyến Arta-Volos. Đế quốc Ottoman được nhận 40 triệu quan Pháp để bù vào lãnh thổ bị mất.
Ngày 21 tháng 7 năm 1832, Đại sứ Anh tại Đế quốc Ottoman là Stratford Canning các đại diện khác của các cường quốc Âu châu ký kết Hiệp định Constantinopolis, thiết lập biên giới Hy Lạp theo giới tuyến chạy từ Arta (Αρτα) tới Volos (Βολος). Biên giới của Vương quốc Hy Lạp cũng được lặp lại trong Nghị định thư London ngày 30 tháng 8 năm 1832, được ký bởi các cường quốc Âu châu, phê chuẩn các điều khoản của Hiệp định Constantinopolis.

## Kết cục

Lá cờ Hy Lạp năm 1822

Kết quả của cuộc cách mạng Hy Lạp phần nào không rõ ràng khi cuộc chiến vừa kết thúc. Quốc gia Hy Lạp độc lập ra đời, trong đó cả Anh, Nga và Pháp đều đòi đóng vai trò chính trong nền chính trị Hy Lạp hậu chiến, với một vị vua ngoại quốc xuất xứ từ vương triều Bavaria và quân đội gồm toàn lính đánh thuê. Đất nước bị tàn phá nặng nề sau mười năm chiến tranh, đầy chật dân chạy nạn và trang ấp vốn thuộc người Thổ nay bị bỏ hoang, rất cần thiết một loạt chính sách cải cách ruộng đất trong nhiều chục năm kế tiếp. Cũng vì hành động tàn sát của người Thổ Nhĩ Kỳ mà Nga đã ngay lập tức gây chiến với Thổ Nhĩ Kỳ, gây ra cuộc Chiến tranh Nga-Thổ Nhĩ Kỳ (1828-1829).
Quốc gia non trẻ này gồm 800.000 dân, không đầy một phần ba tổng số hai triệu rưỡi người Hy Lạp sống trong Đế quốc Ottoman, và trong suốt thế kỷ tiếp tới, Hy Lạp tiếp tục tìm cách giải phóng cho tất cả những đồng bào Hy Lạp còn sống dưới ách cai trị của Đế quốc Ottoman, dựa trên chủ thuyết Ý tưởng Vĩ đại, với mục tiêu thống nhất tất cả người Hy Lạp trong một quốc gia.
Với tư cách là một dân tộc, người Hy Lạp không còn là nguồn sản sinh ra các hoàng thân cho các Công quốc Danub, và bị coi là những kẻ phản bội bởi Đế quốc Ottoman, đặc biệt là bởi cư dân theo Hồi giáo. Những gia tộc người Hy Lạp Phanariotes vốn có thế lực và giữ những vị trí quan trọng trong Đế quốc Ottoman từ nay bị nghi kỵ và mất hết các đặc quyền đặc lợi. Tại Constantinopolis và trong những phần lãnh thổ còn lại của Đế quốc Ottoman nơi các thương gia và nhà băng Hy Lạp vốn vẫn thống lĩnh, nay người Armenia phần lớn thay thế người Hy Lạp trong hoạt động nhà băng và thương gia Bulgaria thì chiếm lĩnh những vị trí thương mại quan trọng.
Nhìn về lâu dài thì sự thành lập nước Hy Lạp non trẻ là hạt nhân quan trọng trong sự sụp đổ của Đế quốc Ottoman, dù rằng quốc gia này còn nhỏ bé và nghèo khó. Lần đầu tiên trong lịch sử, một dân tộc Kitô giáo bị nô dịch lật đổ ách thống trị của Thổ và thiết lập một quốc gia hoàn toàn độc lập, được châu Âu nhìn nhận. Sự kiện này mang lại niềm hy vọng cho các dân tộc bị nô dịch khác trong Đế quốc Ottoman như người Serbia, Bulgaria, Romania và người Ả Rập một ngày sẽ có thể lật đổ ách thống trị Thổ. Người Kurd và người Armenia cũng nối bước Hy Lạp vùng lên, nhưng họ thất bại và phải gánh chịu một số phận đầy bi thảm. Sự thành lập quốc gia Hy Lạp non trẻ là bàn đạp để trong vòng một thế kỷ Macedonia, Crete, Epirus, Aegean và những vùng đất khác của Hy Lạp sẽ lật đổ ách thống trị Thổ và thống nhất với Hy Lạp. Hy Lạp, dù rằng nghèo khó và lạc hậu trong thời kỳ bị Đế quốc Ottoman chiếm đóng, đã đạt được những tiến bộ kinh tế đáng kể trong thời gian cuối thế kỷ 19 để có thể xây dựng được một trong những đội thương thuyền lớn nhất thế giới.

## Chân dung một số thủ lĩnh trong chiến tranh giành độc lập Hy Lạp

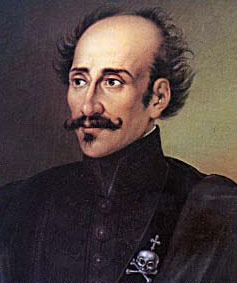
Alexandros Ypsilantis
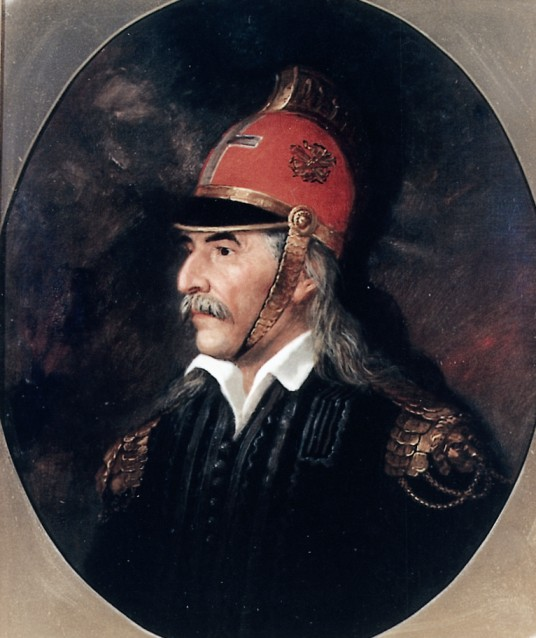
Theodoros Kolokotronis
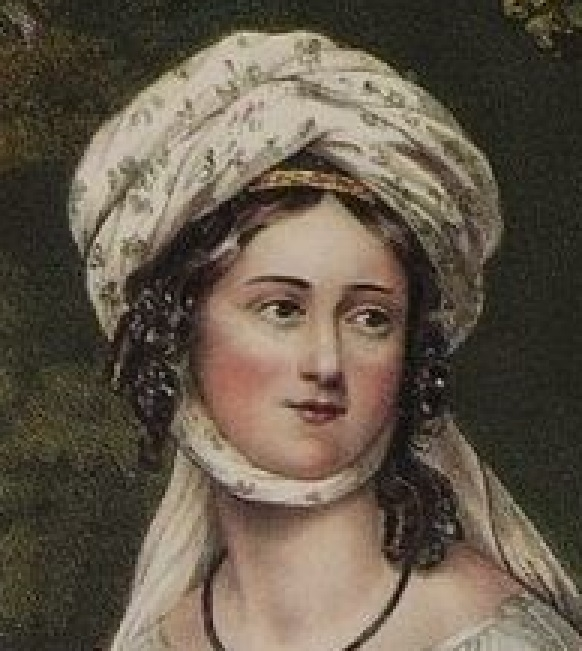
Laskarina Bouboulina
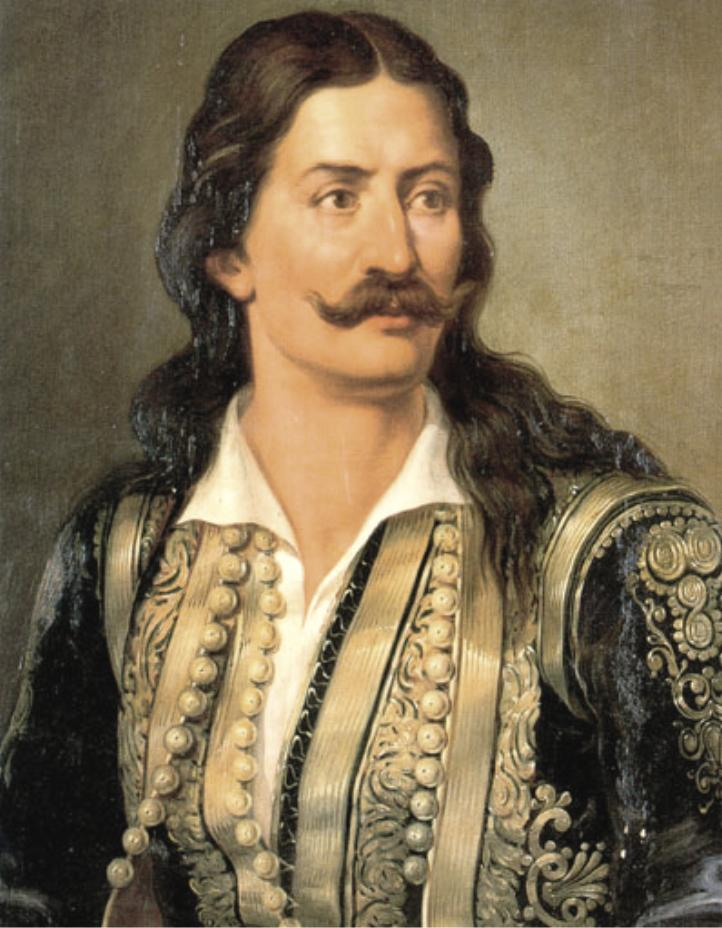
Athanasios Diakos
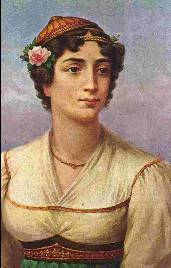
Manto Mavrogenous
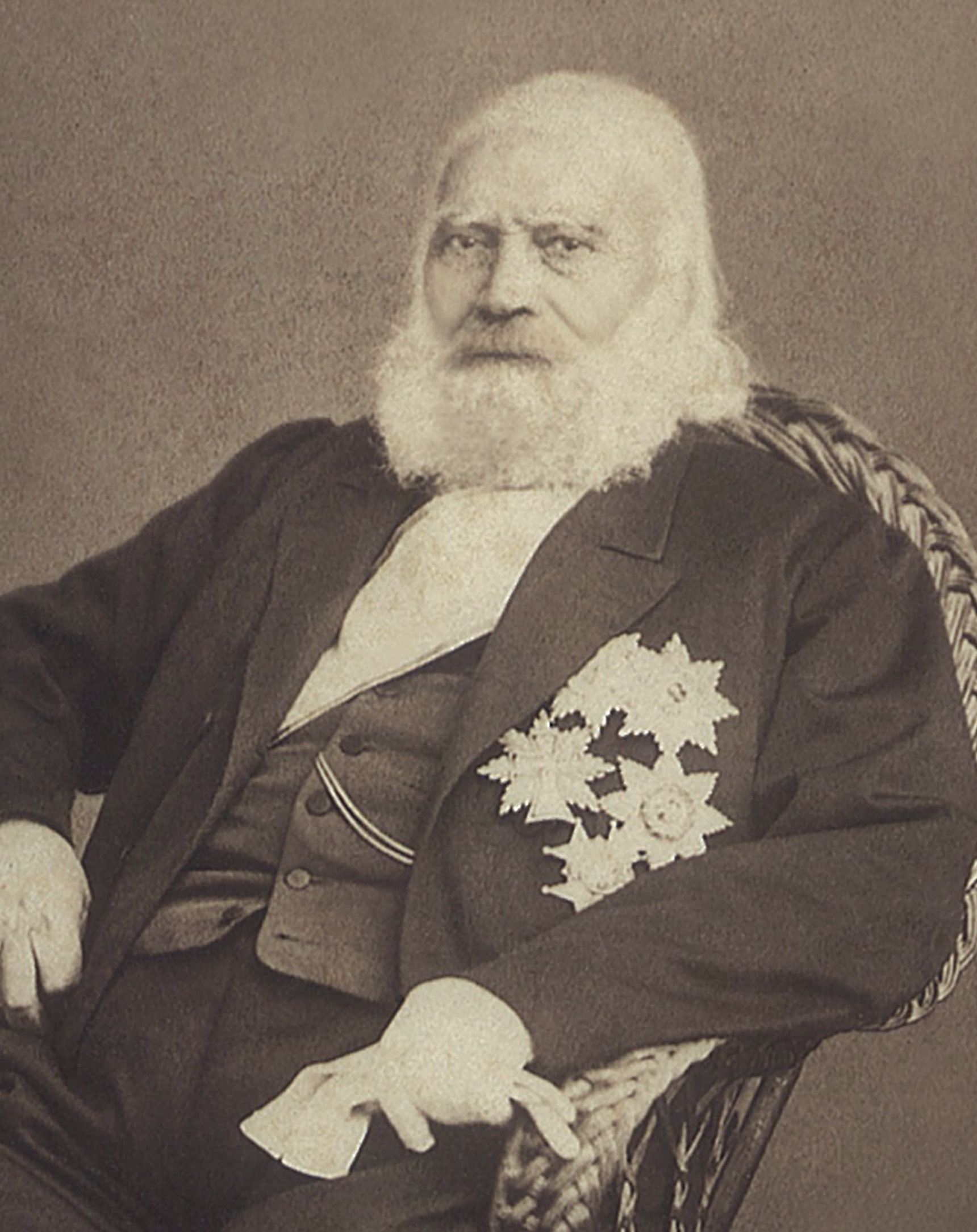
Konstantinos Kanaris
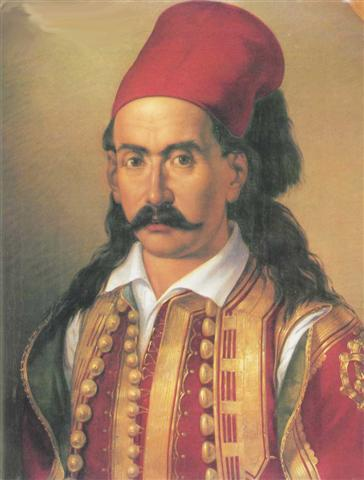
Markos Botsaris
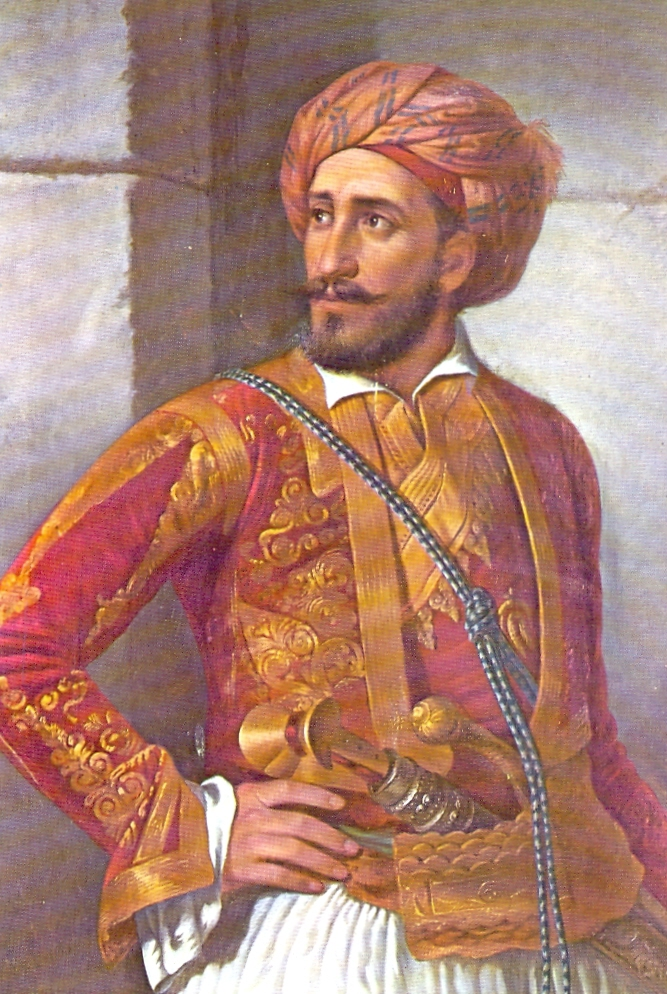
Yannis Makriyannis
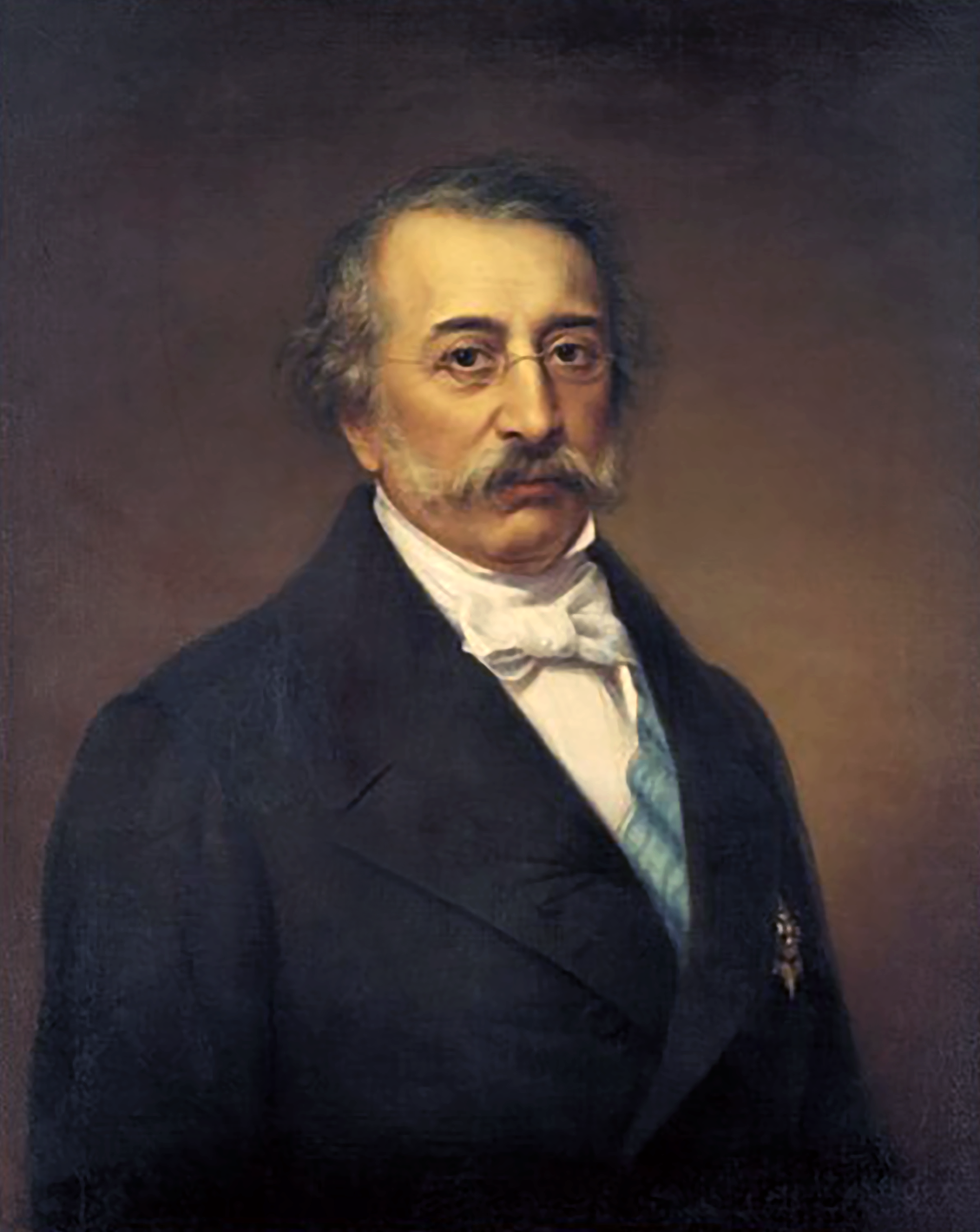
Alexandros Mavrokordatos
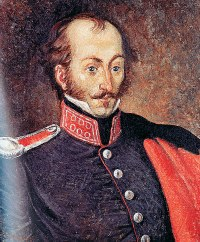
Demetrius Ypsilantis
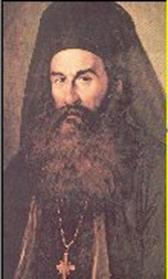
Germanos thành Patras

## Tranh ca ngợi cuộc nổi dậy

Hy Lạp trên đống đổ nát Missolonghi, tranh của Eugène Delacroix, 1826. Vì sự anh dũng của dân chúng chết gần như đến người cuối cùng mà thành phố được mệnh danh là Thành phố Thần thánh
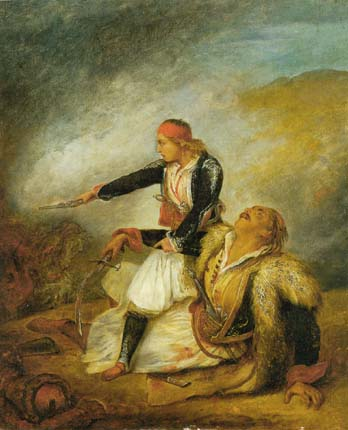
Cậu bé Hy Lạp bảo vệ cho người cha ngã xuống vì bị thương. Tranh dầu trên vải của Ary Scheffer, 1827.
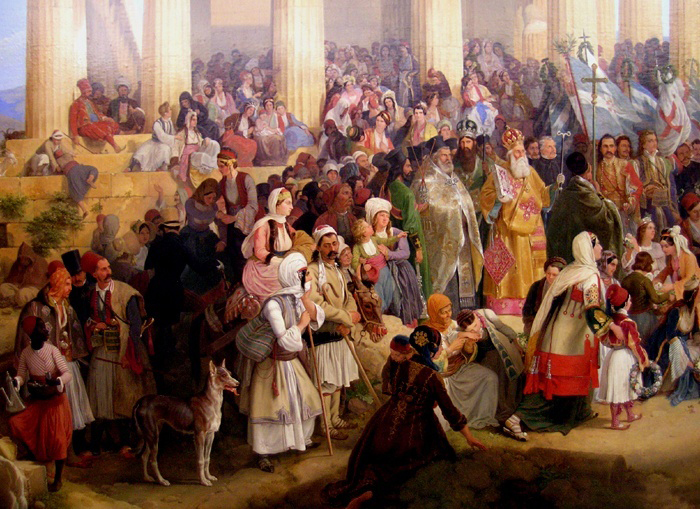
Chi tiết "Vua Othon của Hy Lạp tiến vào thành Athens". Tranh của Peter Von Hess, 1839.
"Cha Germanos ban phước lành cho lá cờ cách mạng Hy Lạp" Theodoros Vryzakis, 1865.